# Sellos postales de la Alemania nazi
Durante el Tercer Reich, la empresa que administraba el servicio postal de Alemania, la Reichspost, estaba dedicada a servir a los intereses del partido nazi empleando a los sellos postales como otro medio propagandístico más. La estampilla con la cabeza de Hitler se convirtió en un sello de uso común. Durante el último año antes del final de la guerra, la inscripción "Deutsches Reich" en los sellos fue cambiada a Grossdeutsches Reich (Gran Imperio Alemán).

## Sellos postales en la Alemania nazi

### 1933

Federico II el Grande
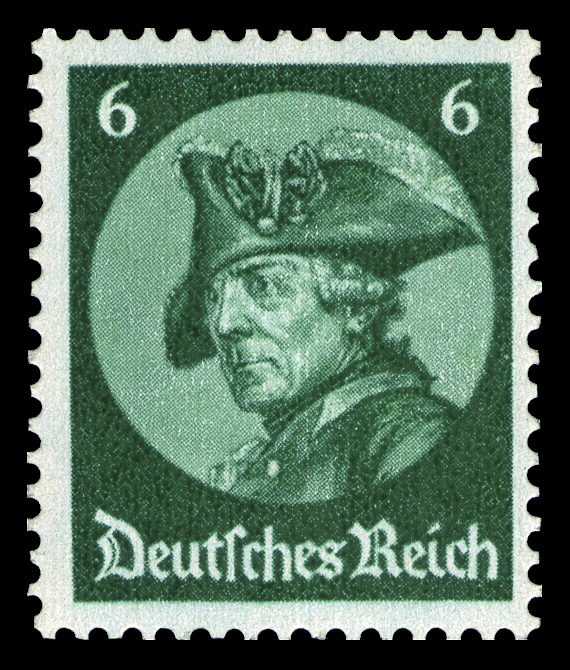
MiNr. 479
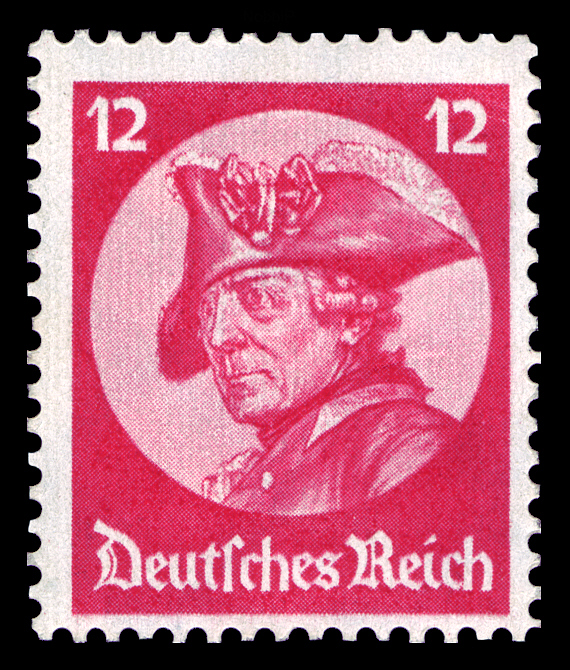
MiNr. 480
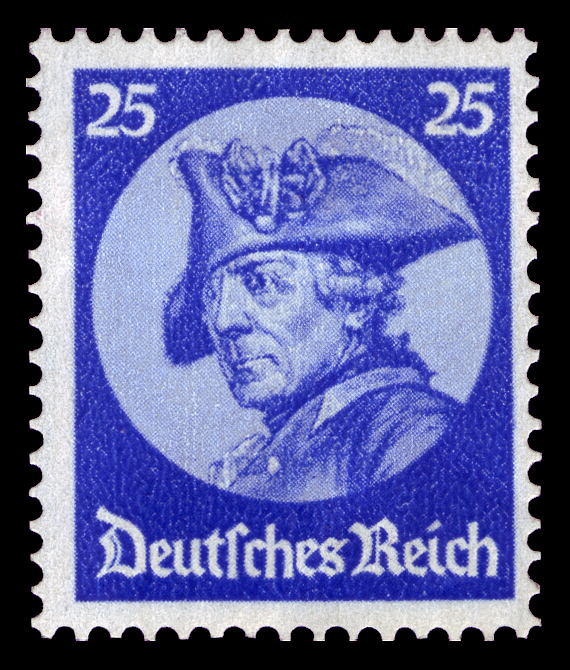
MiNr. 481

Escenas de las óperas de Richard Wagner
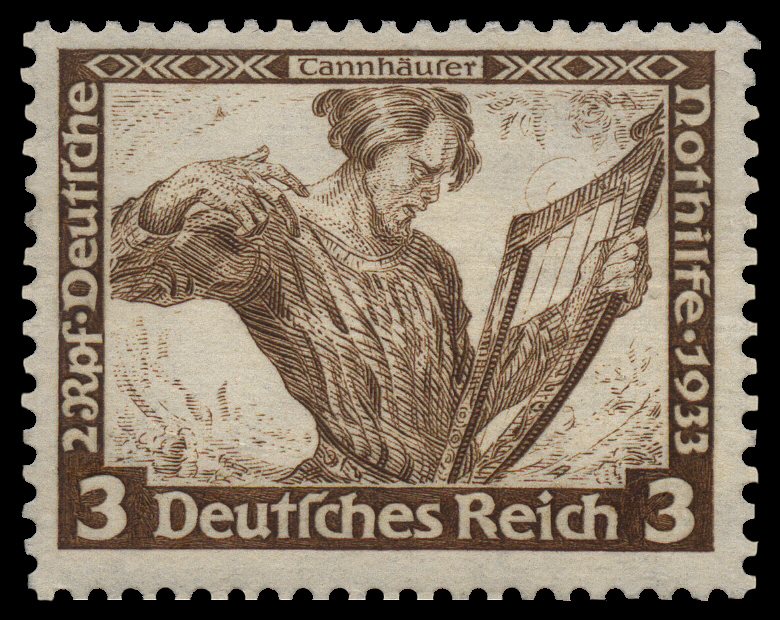
Tannhäuser MiNr. 499
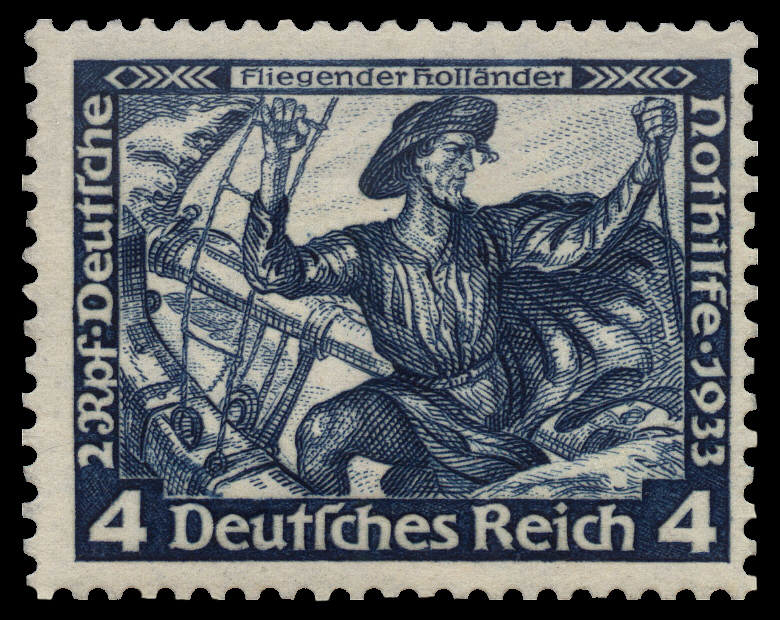
Der fliegende Holländer MiNr. 500
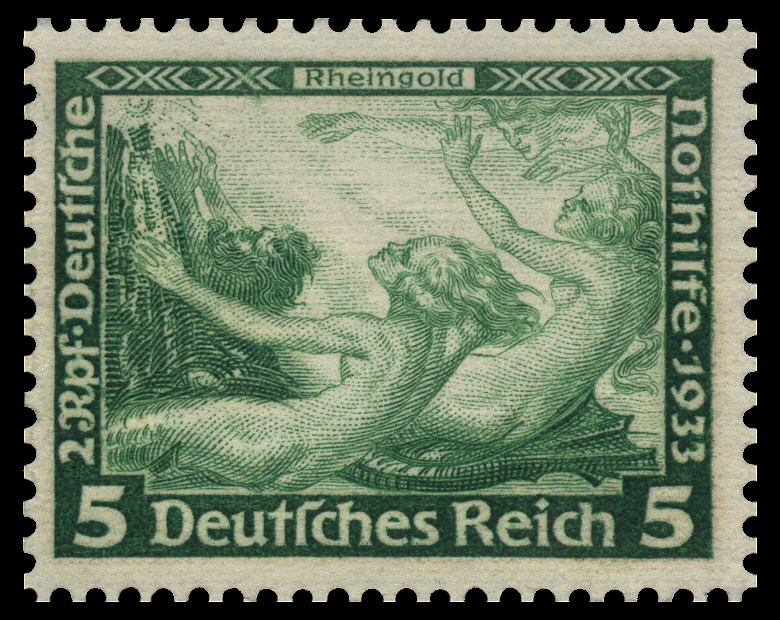
Rheingold MiNr. 501
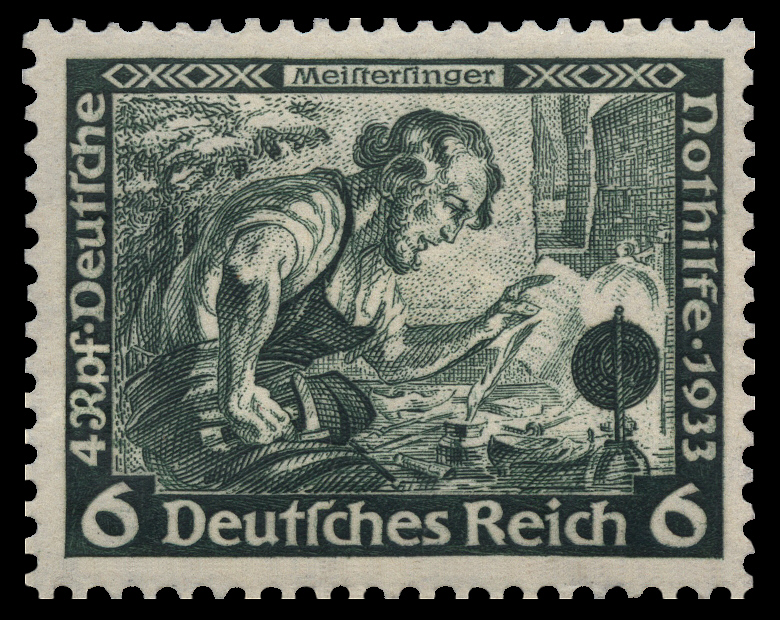
Die Meistersinger von Nürnberg MiNr. 502
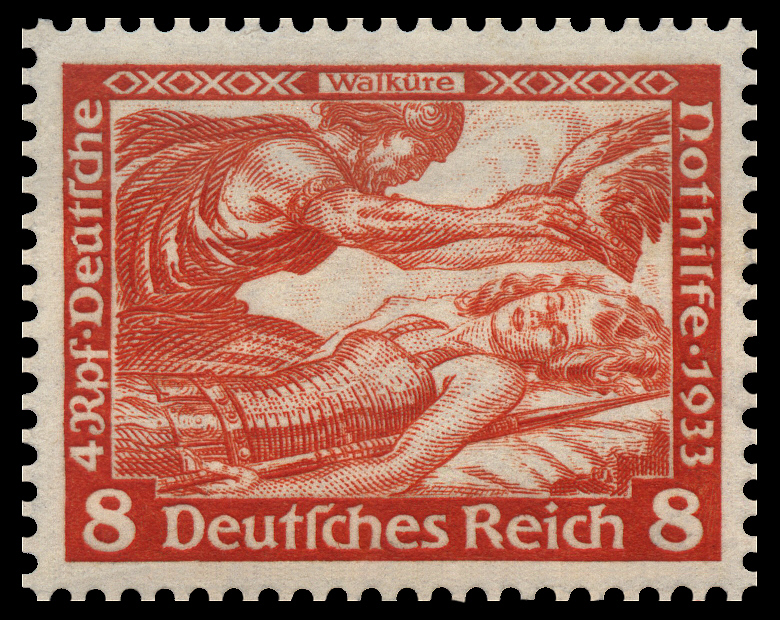
Die Walküre MiNr. 503
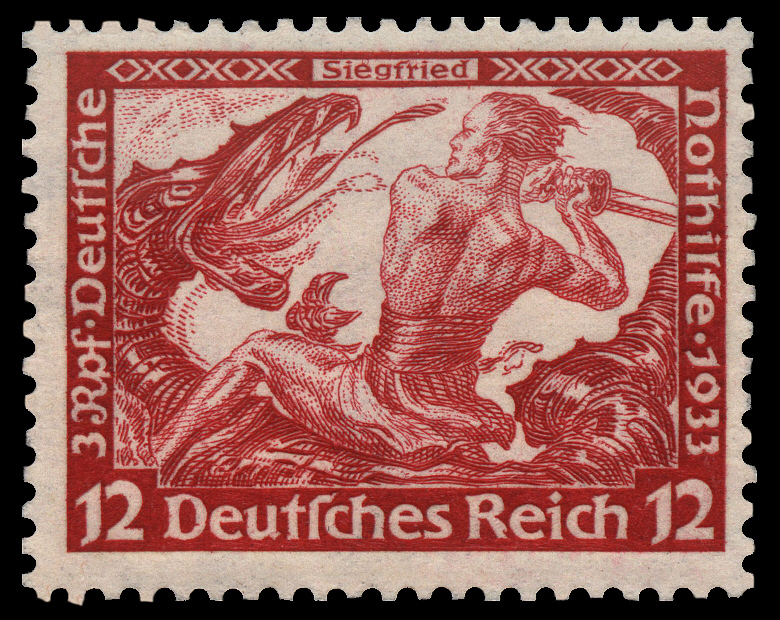
Sigfrido MiNr. 504
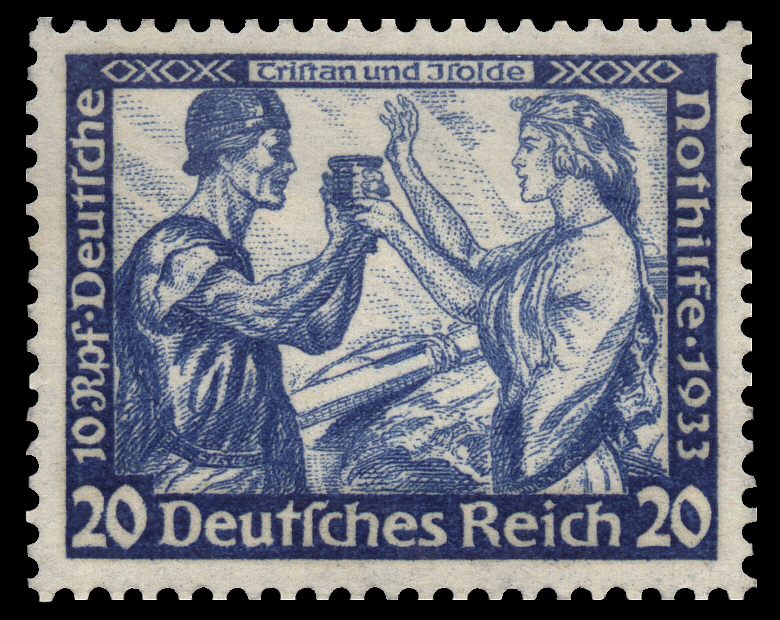
Tristán e Isolda MiNr. 505
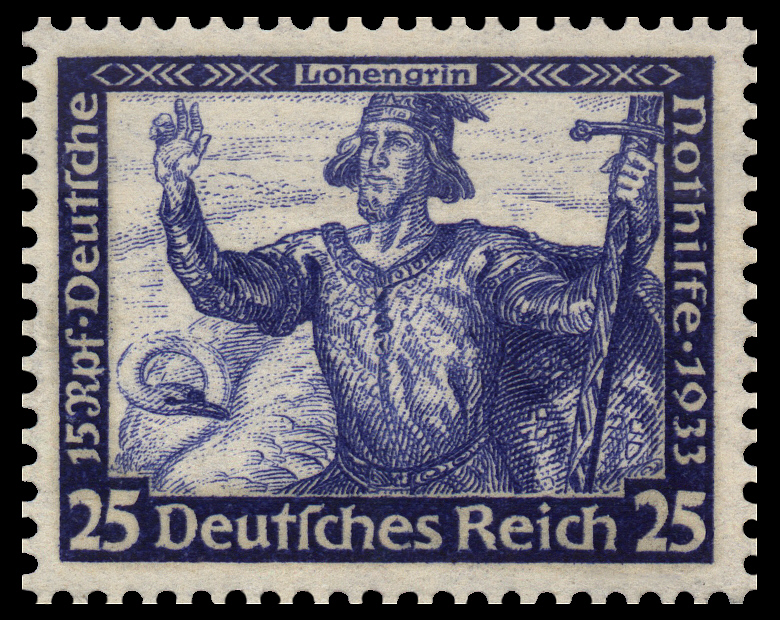
Lohengrin MiNr. 506
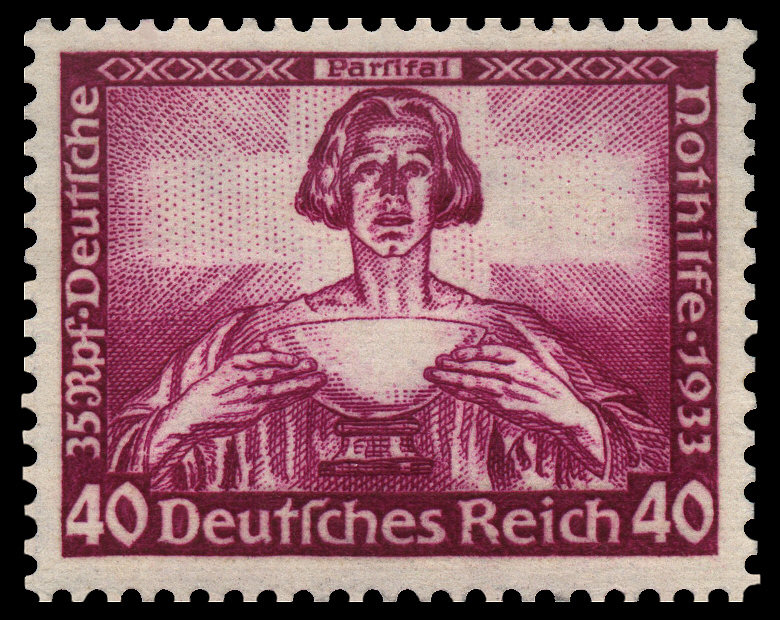
Parsifal MiNr. 507

### 1935

#### Winterhilfswerk
El Winterhilfswerk des Deutschen Volkes (traducible al español como "Auxilio de invierno del pueblo alemán"), comúnmente conocido por su forma abreviada Winterhilfswerk, fue una campaña anual llevada a cabo por el Nationalsozialistische Volkswohlfahrt para financiar obras de caridad. El programa fue establecido originalmente por el canciller Heinrich Brüning, en 1931, a pesar de que posteriormente Hitler reclamaría la autoría. Funcionó de 1933 a 1945, y fue utilizado por la propaganda nazi para difundir las políticas sociales del régimen nacionalsocialista.

Winterhilfswerk - Trajes tradicionales
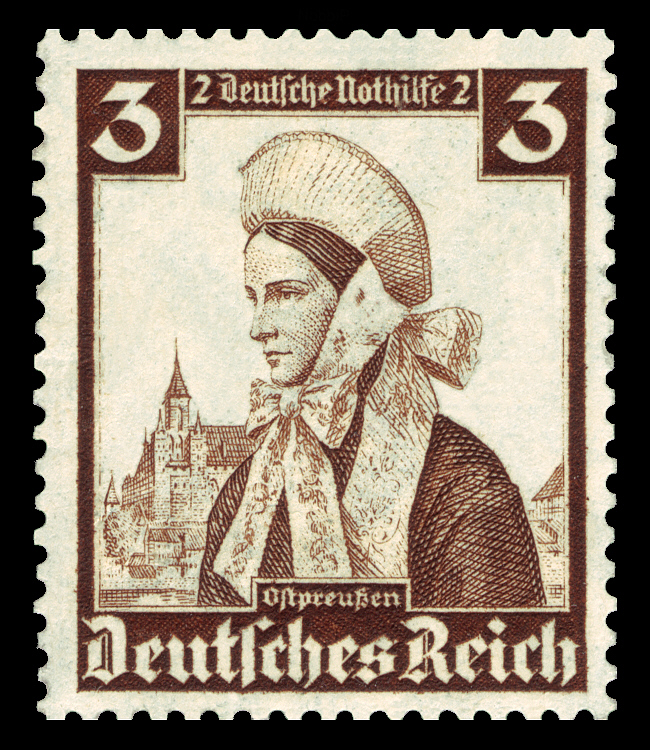
Prusia Oriental MiNr. 588
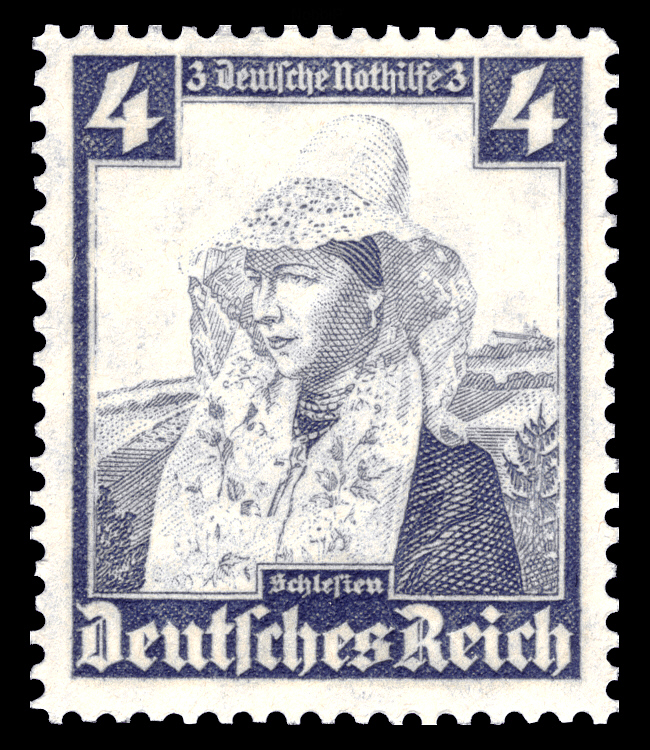
Silesia MiNr. 589
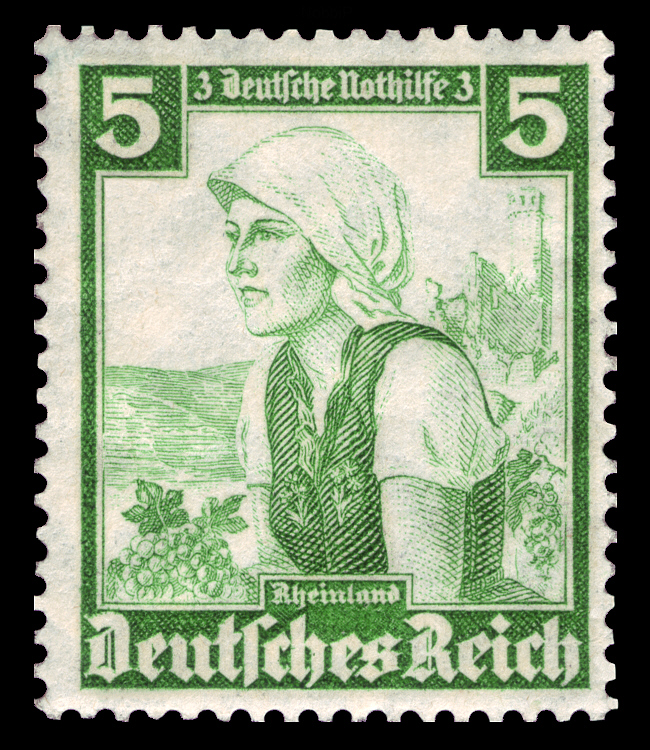
Renania MiNr. 590
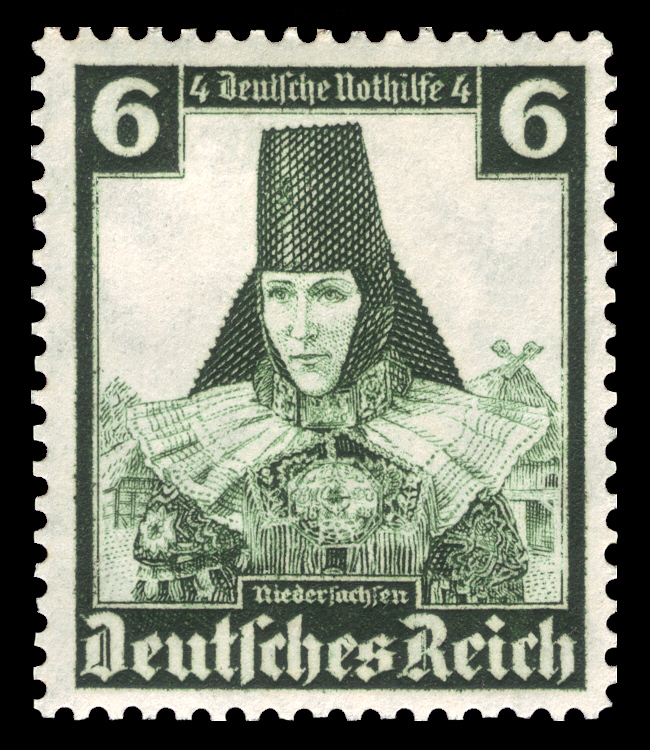
Baja Sajonia MiNr. 591
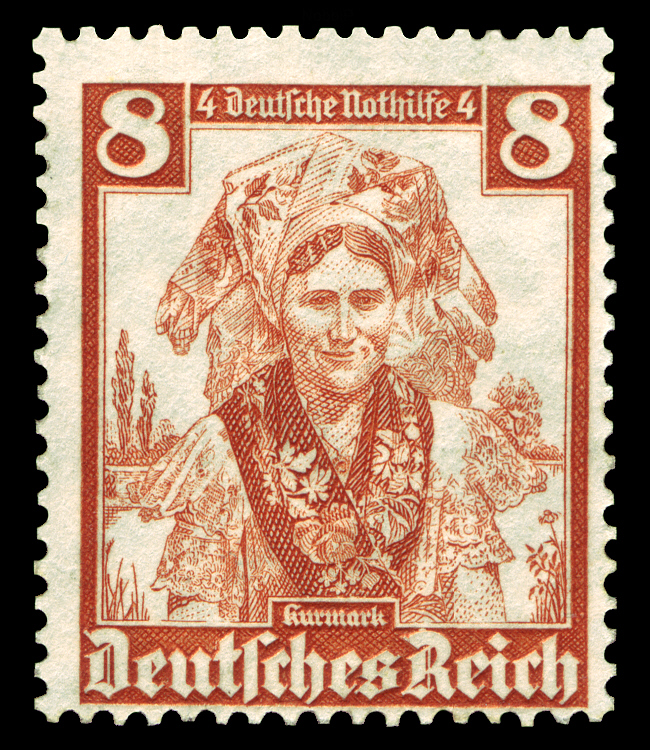
Kurmark MiNr. 592
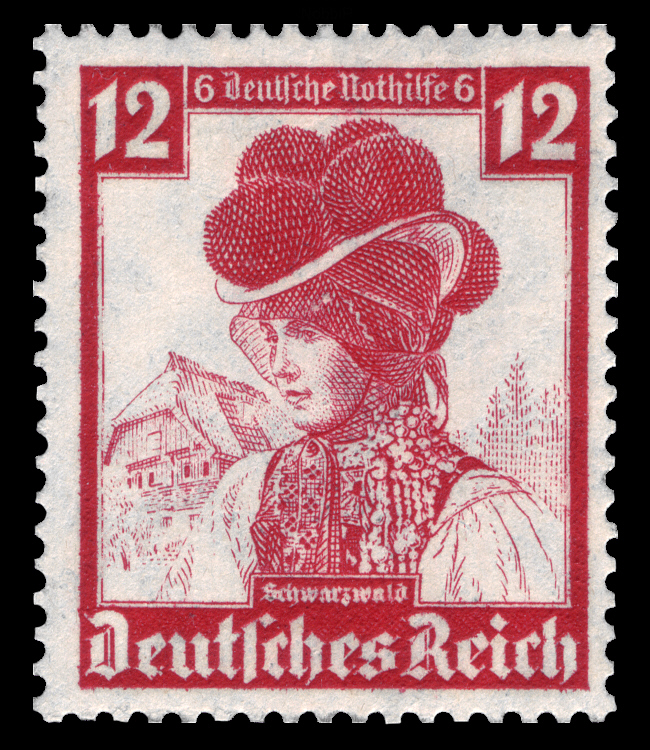
Selva Negra MiNr. 593
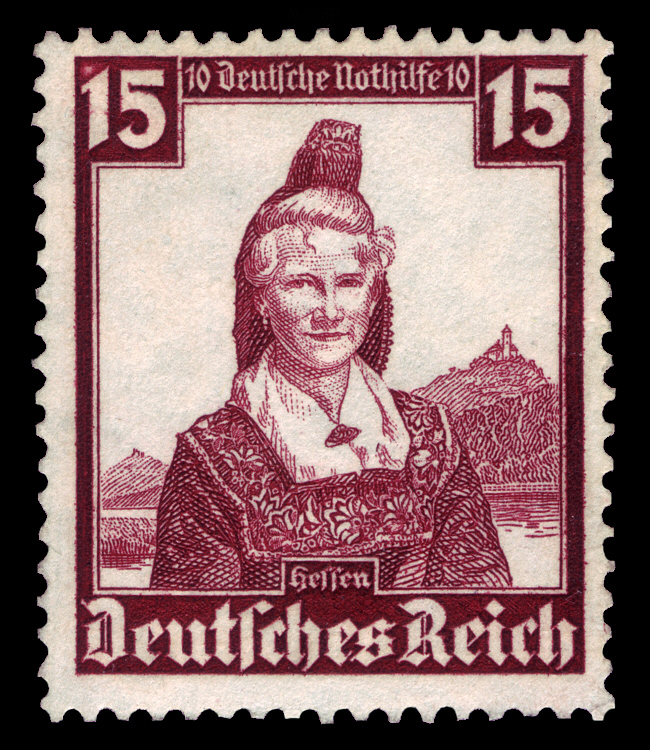
Hessen MiNr. 594
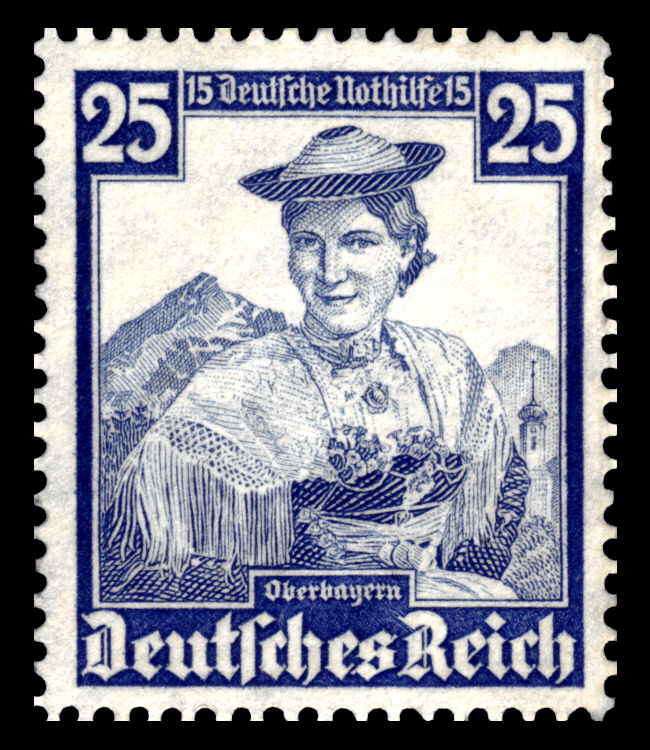
Alta Baviera MiNr. 595
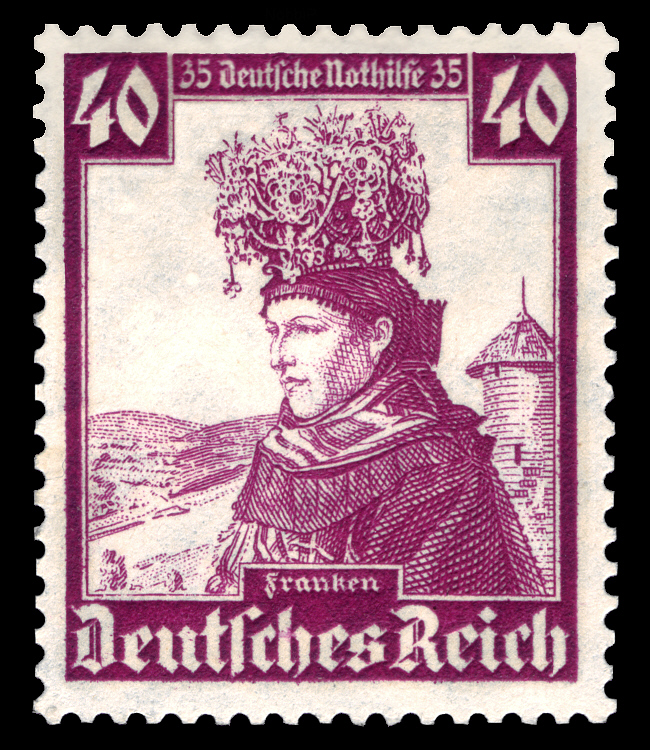
Alta Franconia MiNr. 597

### 1936
- Winterhilfswerk - Construcciones modernas

### 1937
- Winterhilfswerk - Embarcaciones

### 1938
- Winterhilfswerk - 1938

### 1939

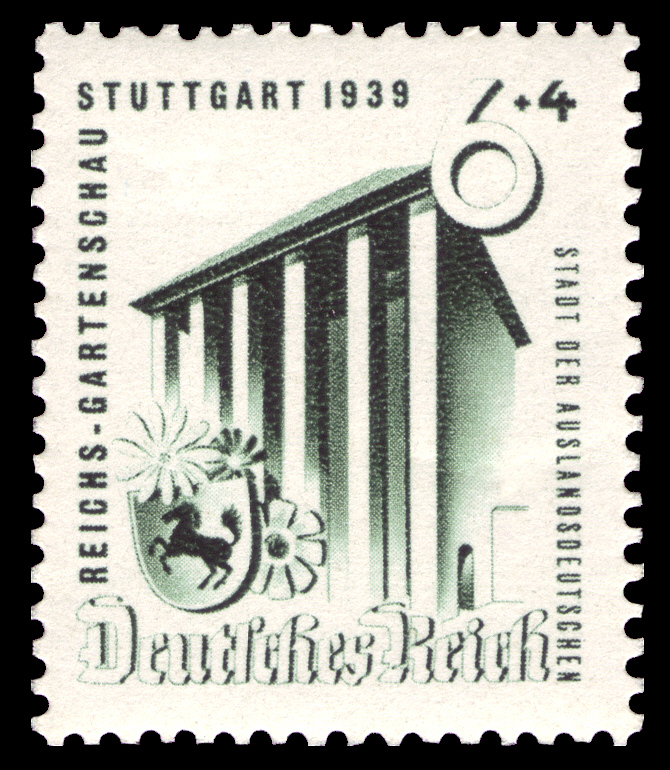
Gartenschau MiNr. 692
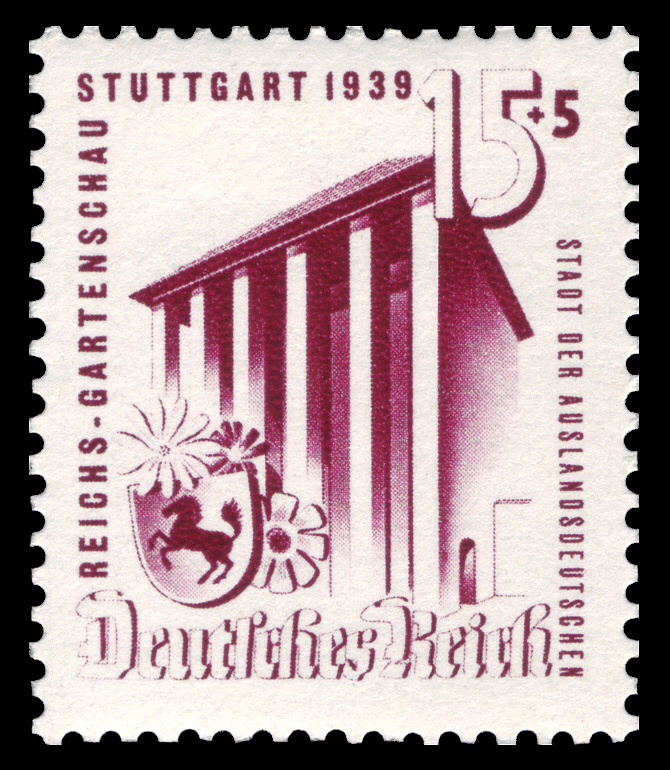
Gartenschau MiNr. 693
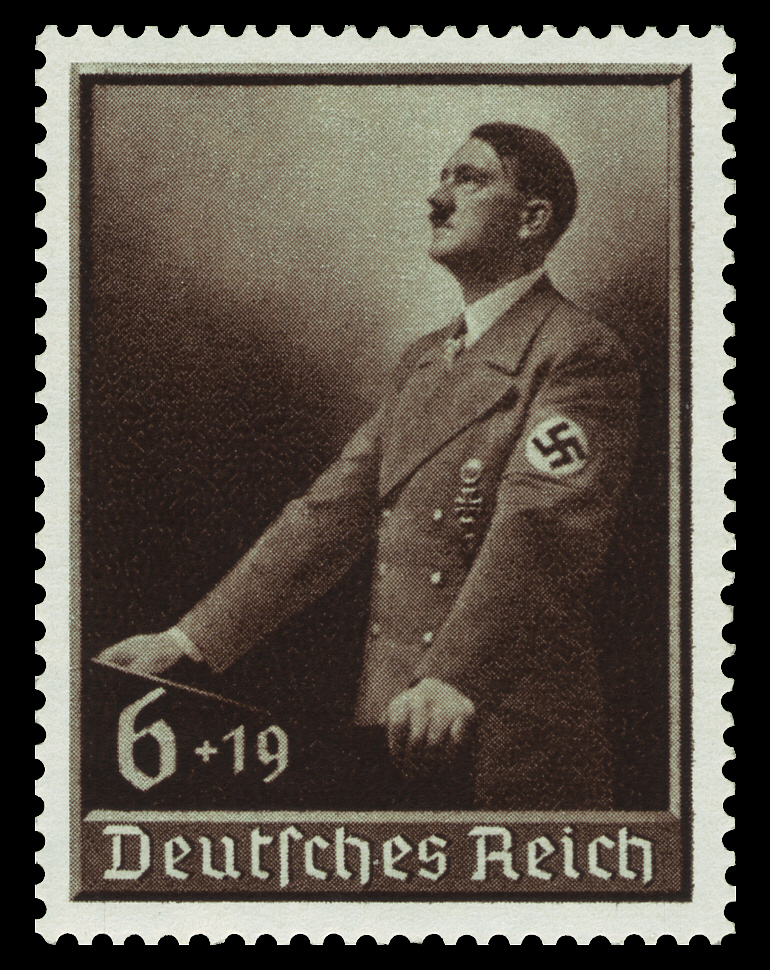
Adolf Hitler MiNr. 694
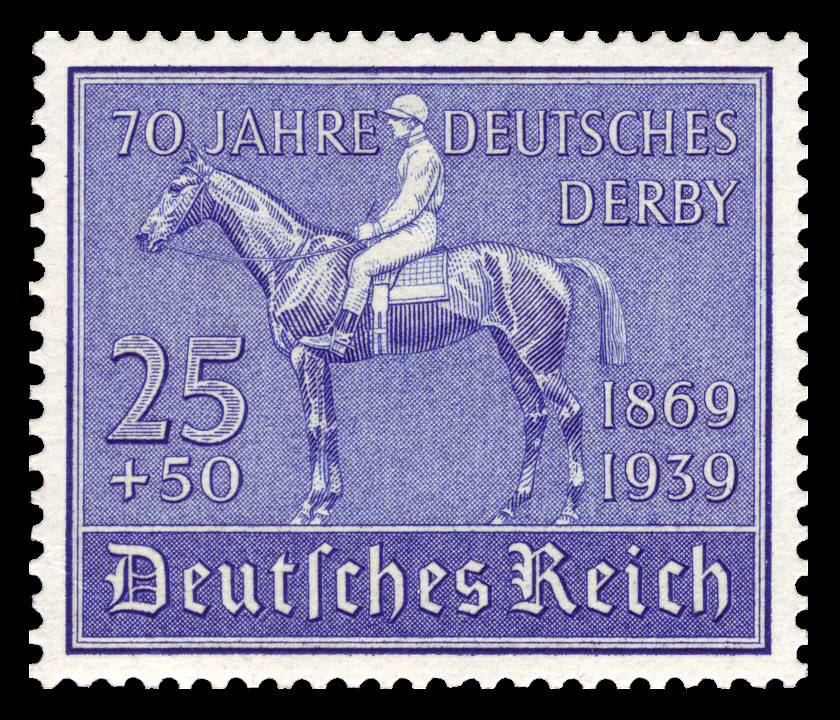
70 años Derby alemán Das Blaue Band MiNr. 698
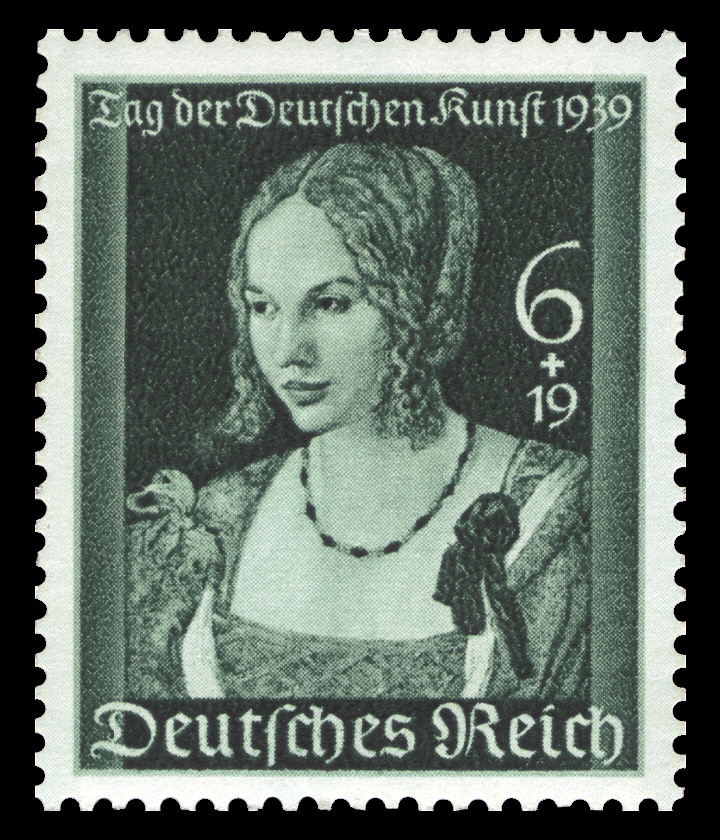
Alberto Durero "Joven veneciana" MiNr. 700
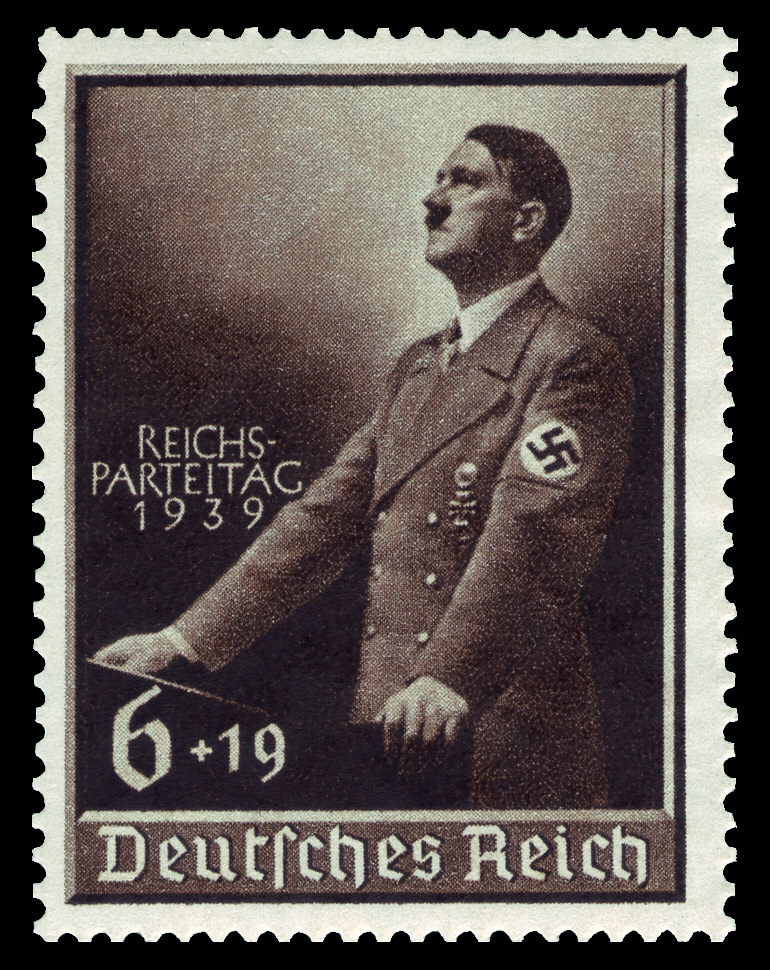
Adolf Hitler MiNr. 701
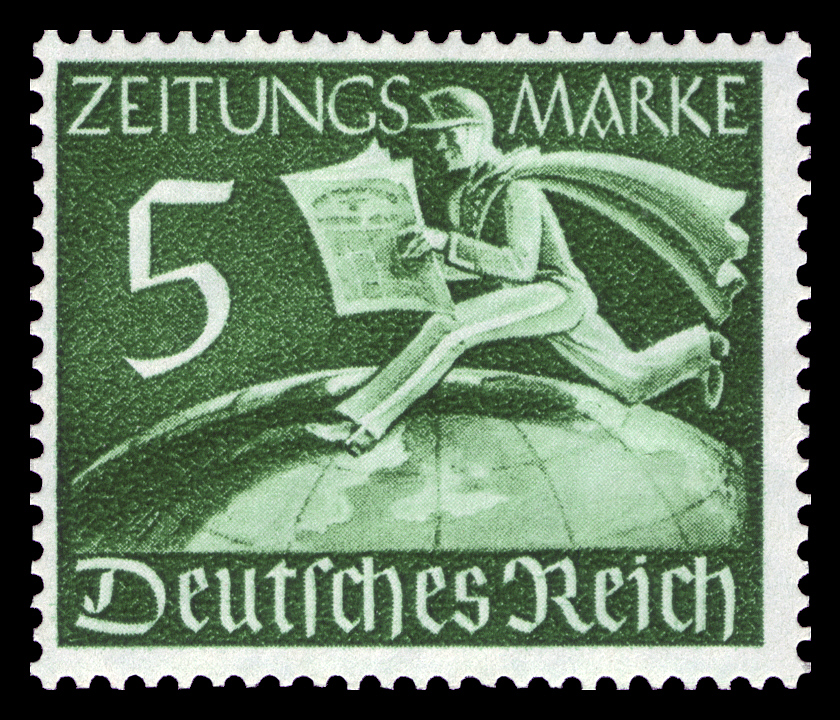
Zeitungsmarke MiNr. Z738
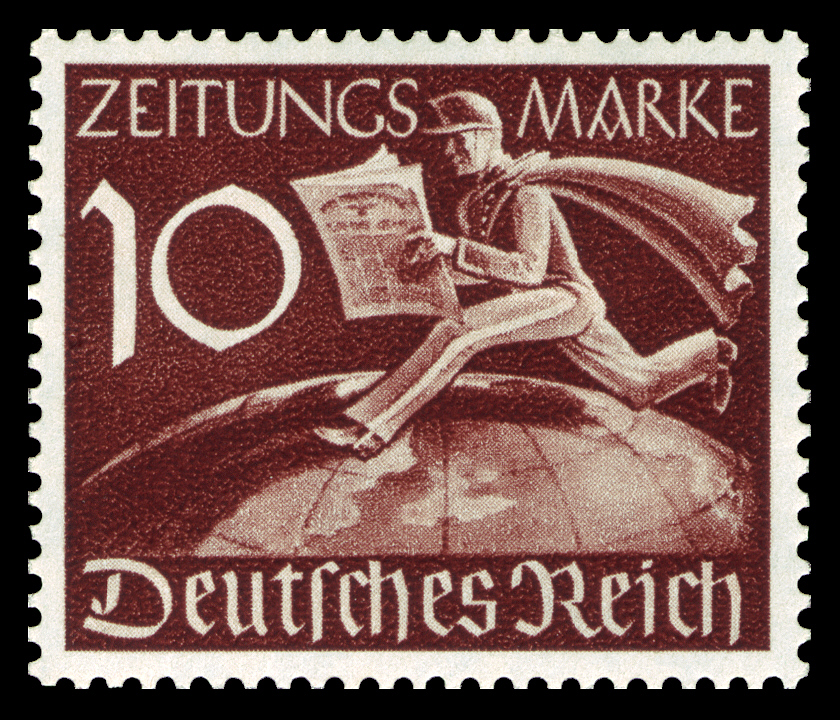
Zeitungsmarke MiNr. Z739

#### Ciudad Libre de Danzig
La Ciudad Libre de Danzig (en alemán: Freie Stadt Danzig), en la actual ciudad polaca de Gdansk, fue una ciudad-estado que formaba parte de Prusia. Al perder Alemania la Primera Guerra Mundial, pasó a quedar bajo la tutela de la Sociedad de Naciones de acuerdo con el Tratado de Versalles. La ciudad perdió su condición de «ciudad libre» tras ser anexada por la Alemania Nazi, el 2 de septiembre de 1939. Durante esta ocupación, el franqueo de Danzig se implementó inicialmente sobreimprimiendo el franqueo alemán, para posteriormente emitir sus propios sellos postales.

Danzig sobreimpresas
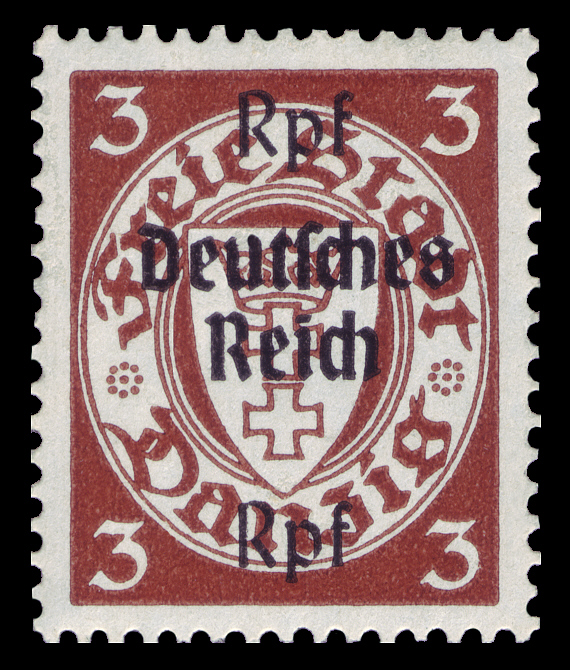
MiNr. 716
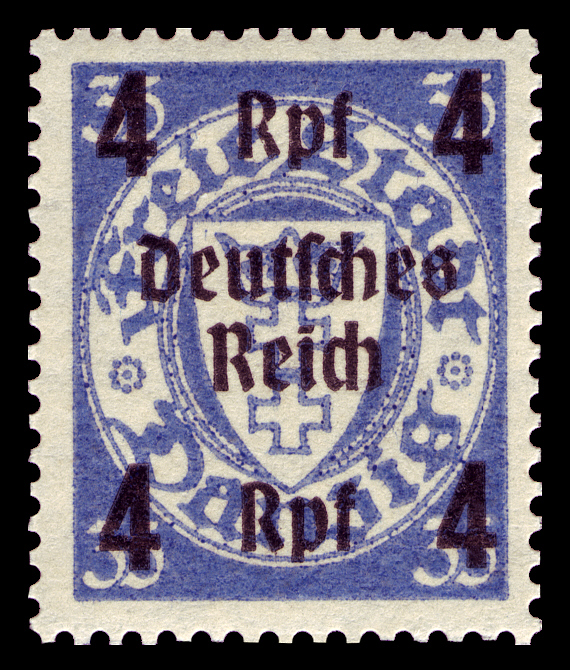
MiNr. 717
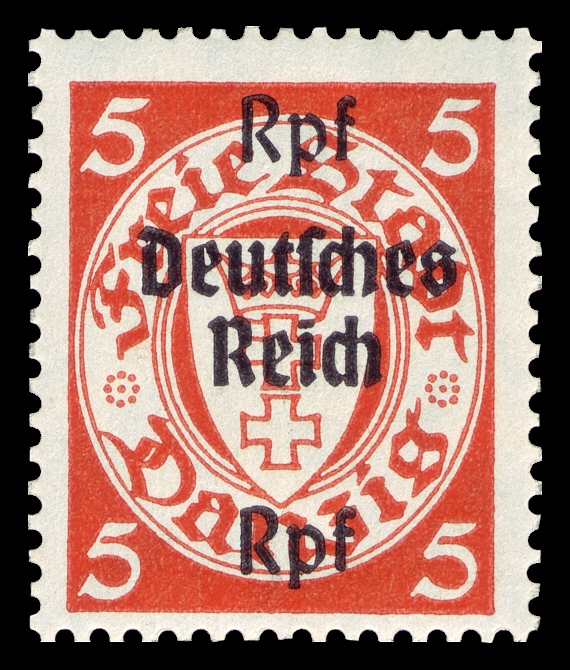
MiNr. 718
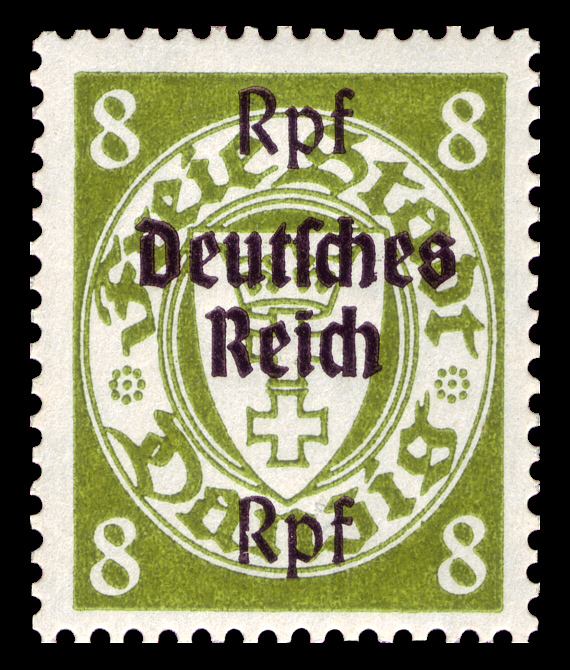
MiNr. 719
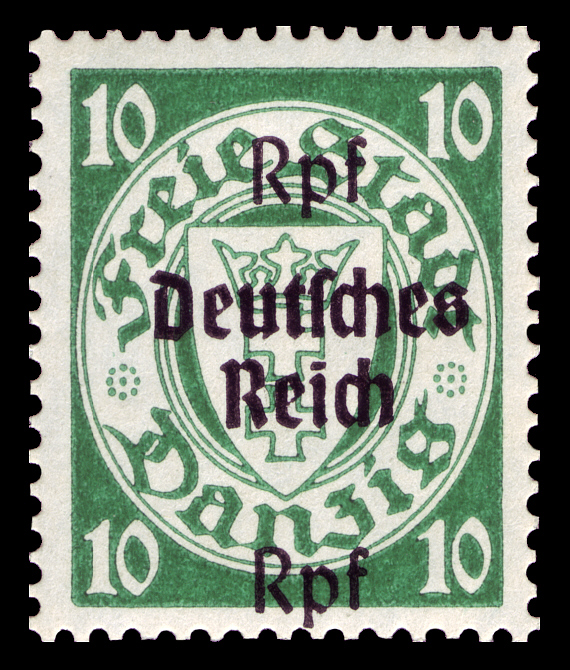
MiNr. 720
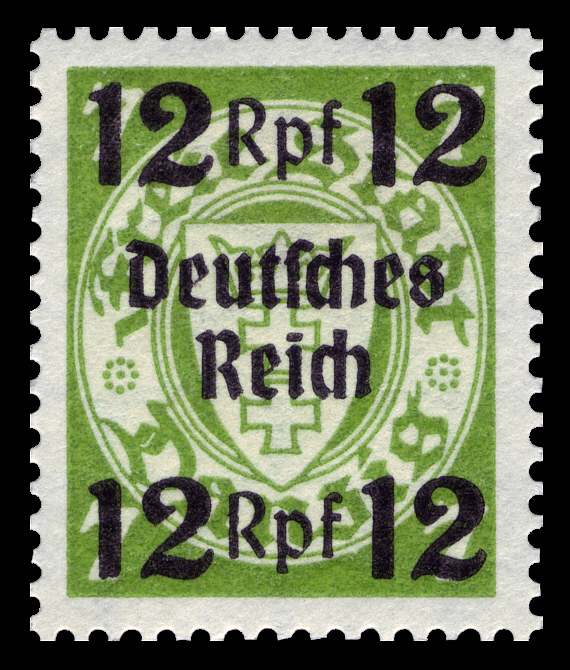
MiNr. 721
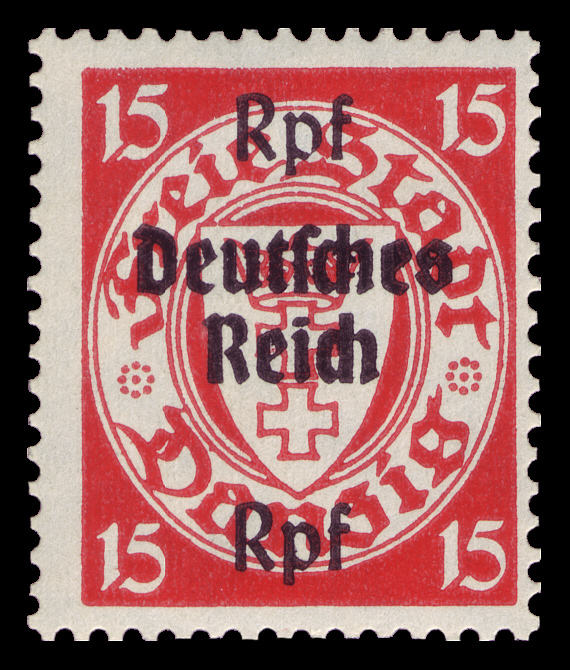
MiNr. 722
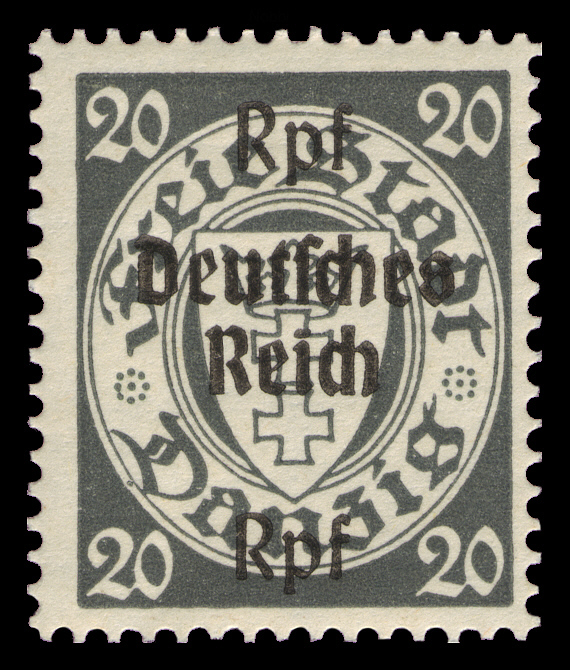
MiNr. 723
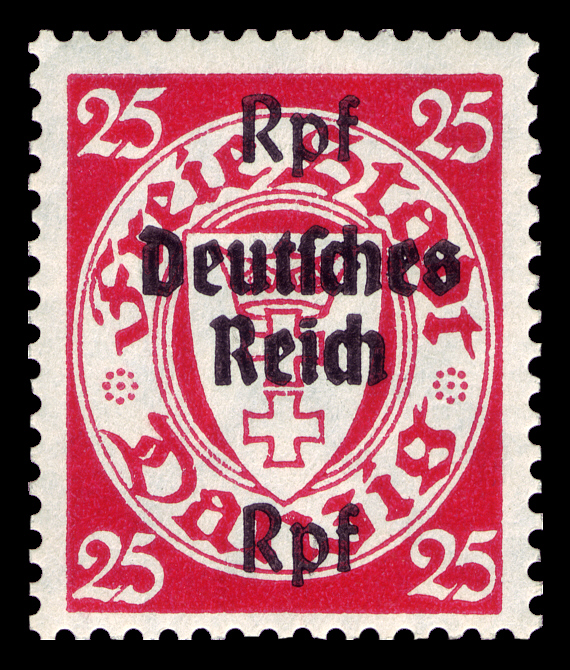
MiNr. 724
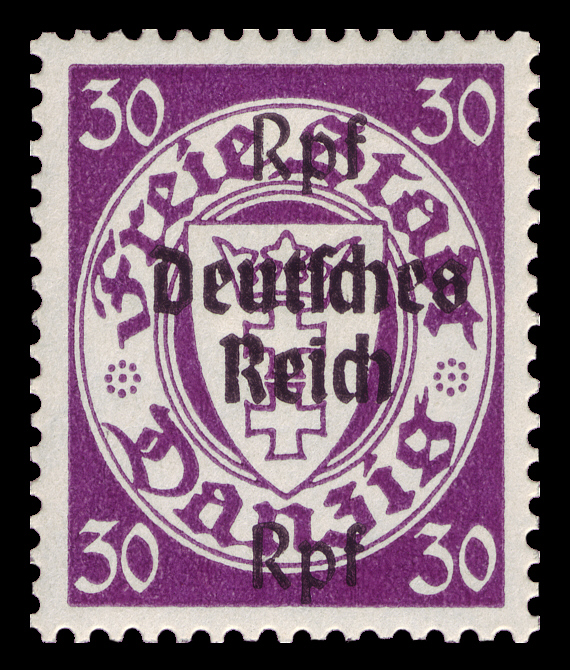
MiNr. 725
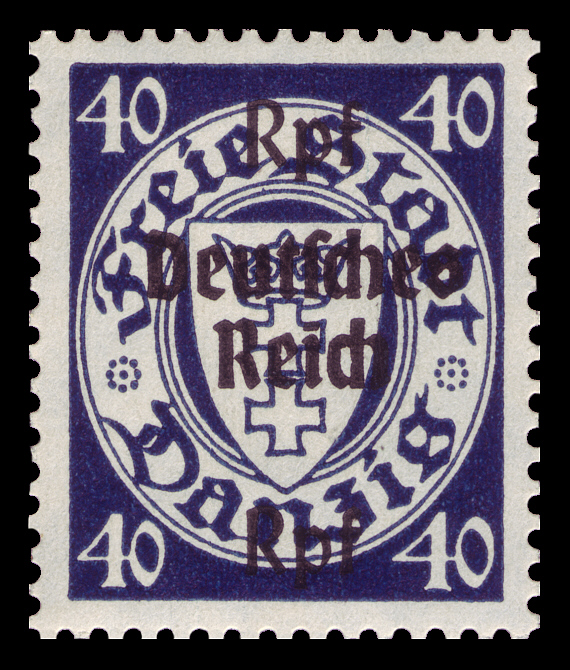
MiNr. 726
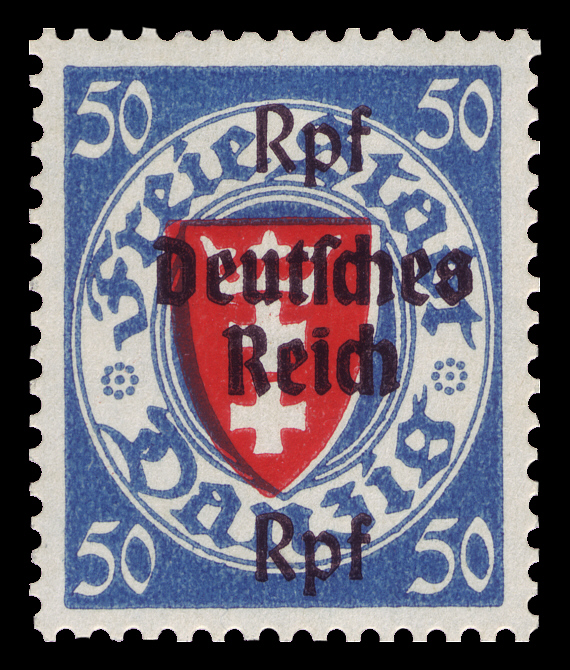
MiNr. 727

### 1940

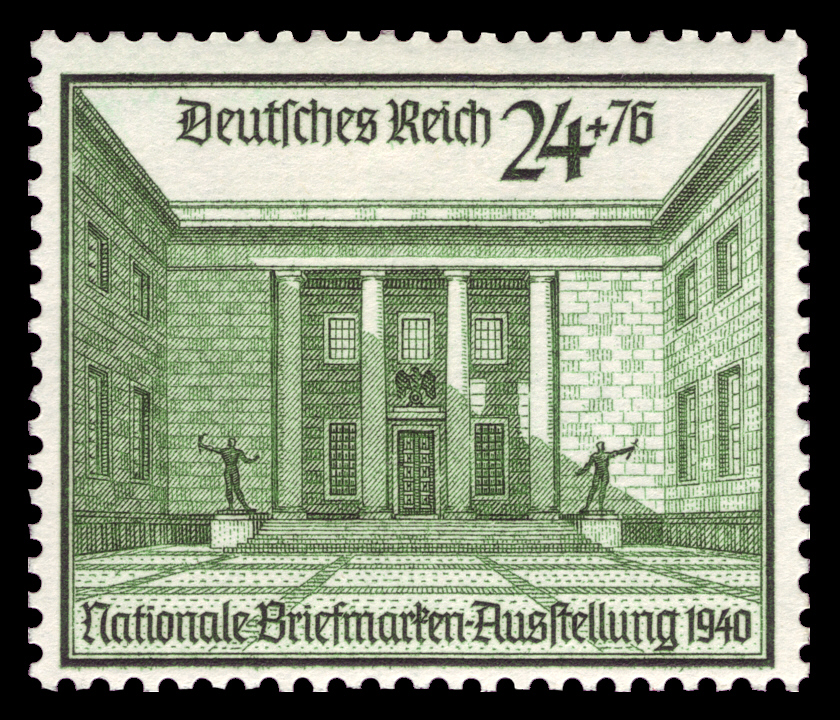
Exposición de sellos MiNr. 743
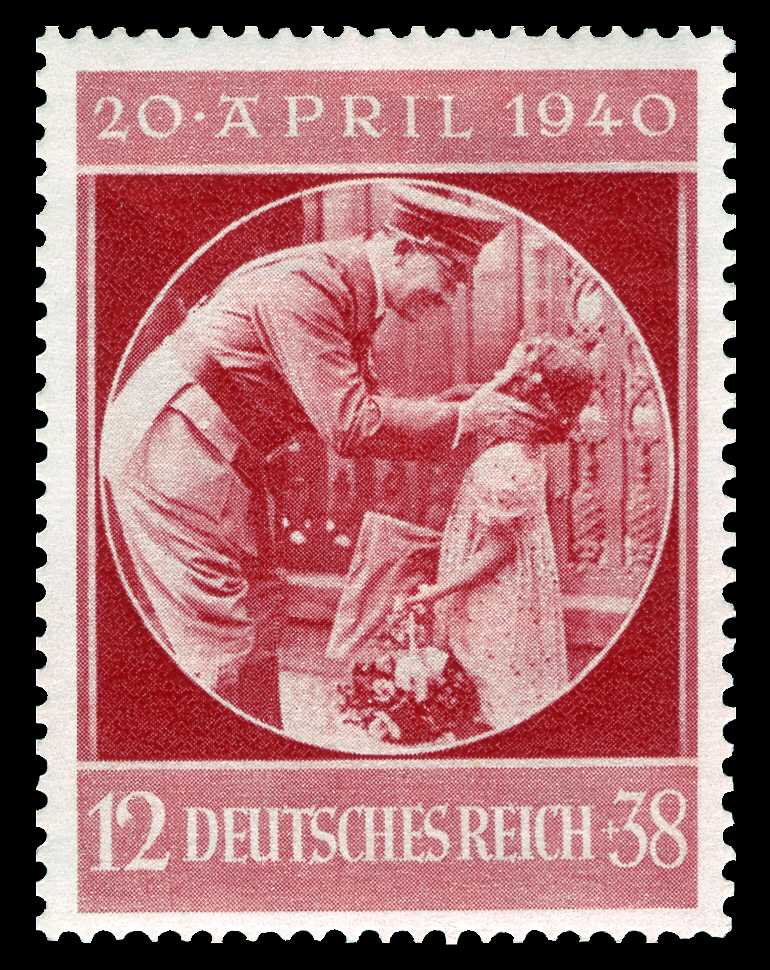
Adolf Hitler MiNr. 744
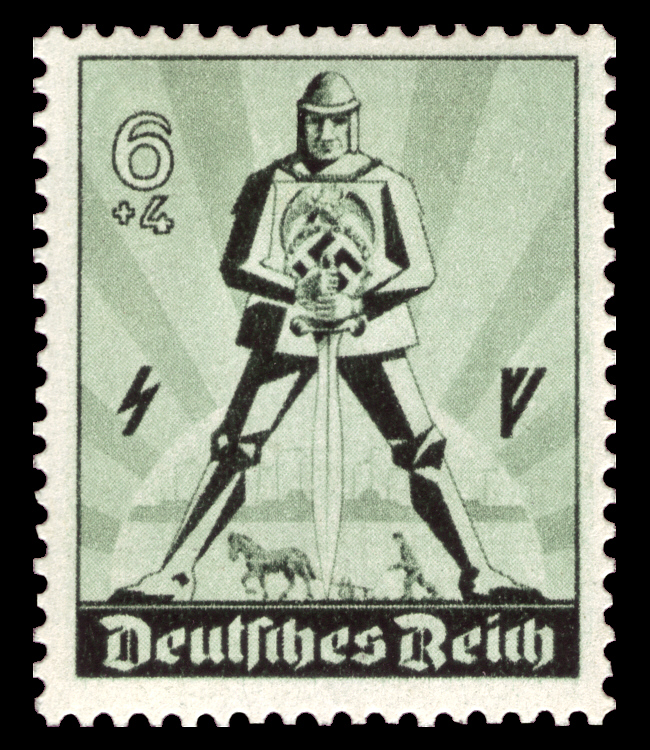
Día del Trabajo MiNr. 745
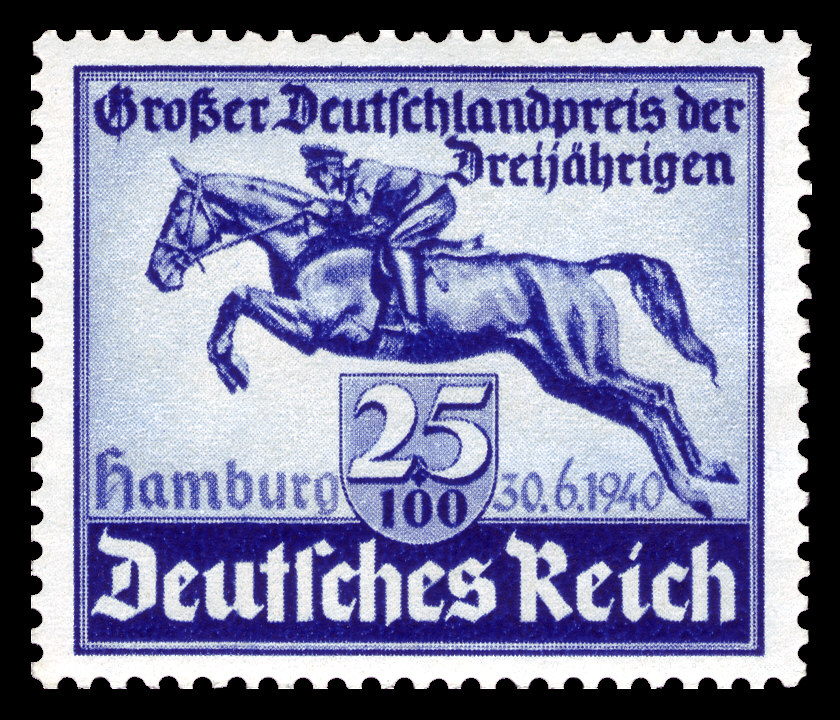
La cinta azul MiNr. 746
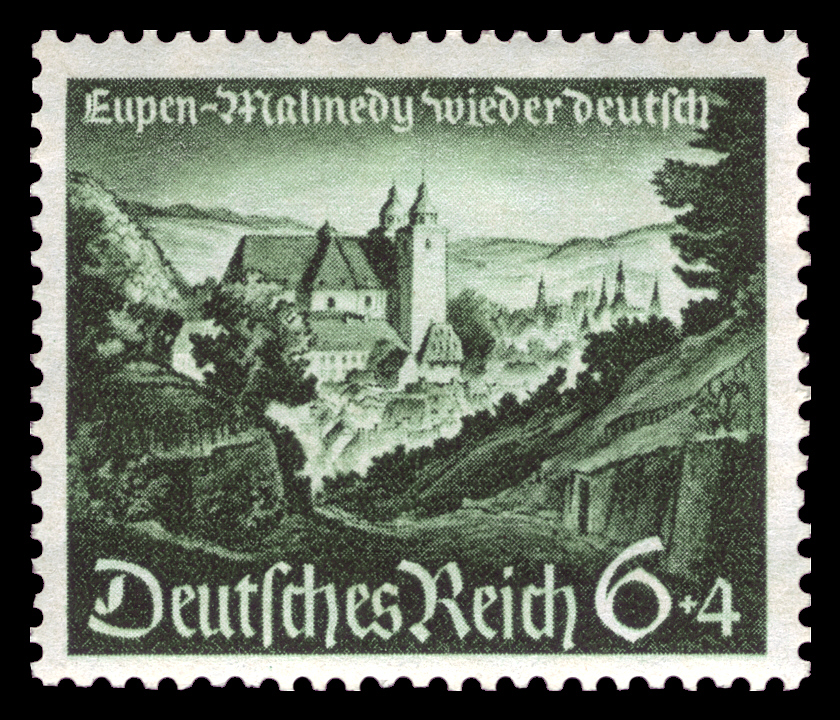
Malmedy MiNr. 748
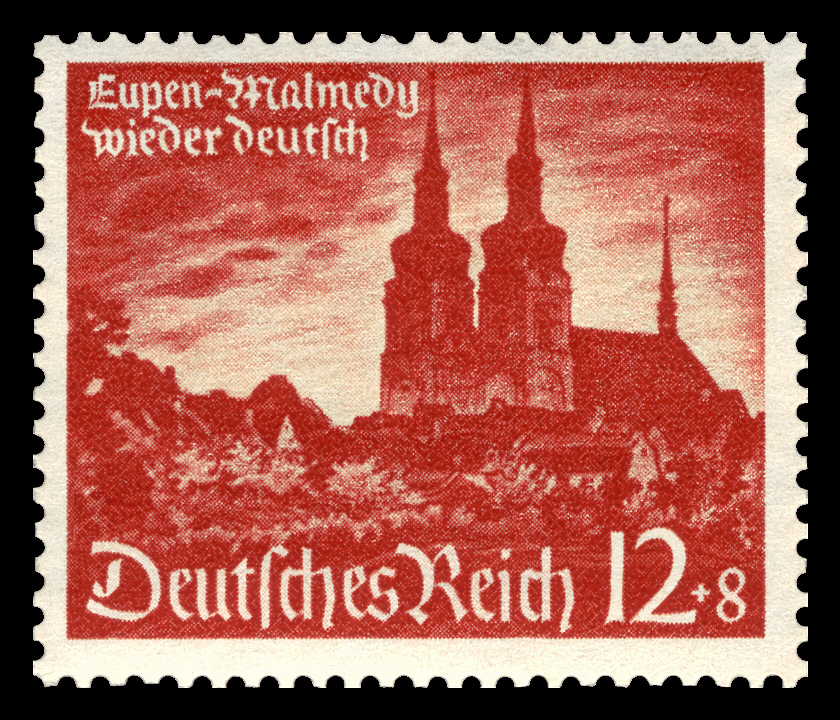
Eupen MiNr. 749
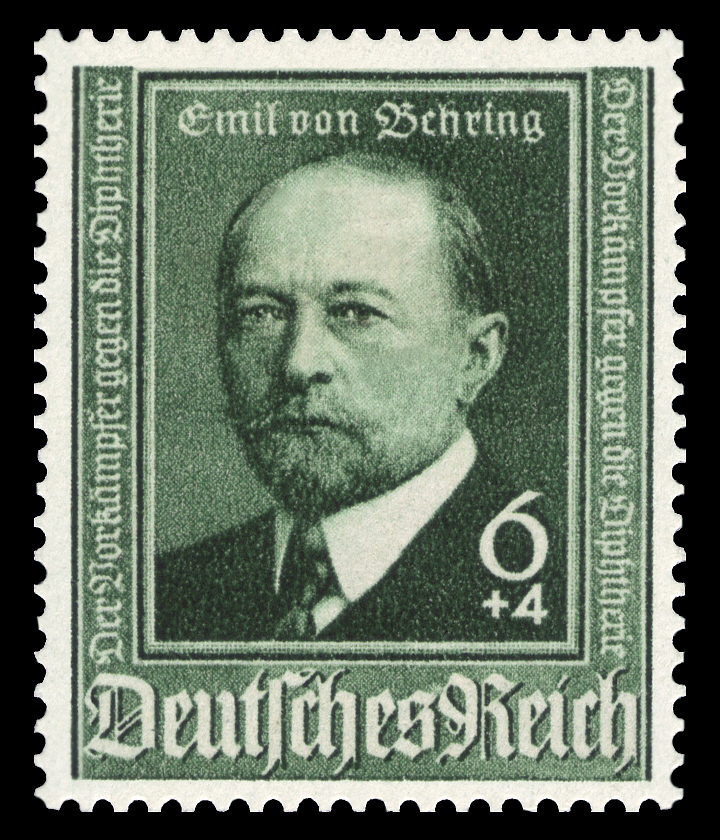
Emil Adolf von Behring MiNr. 760
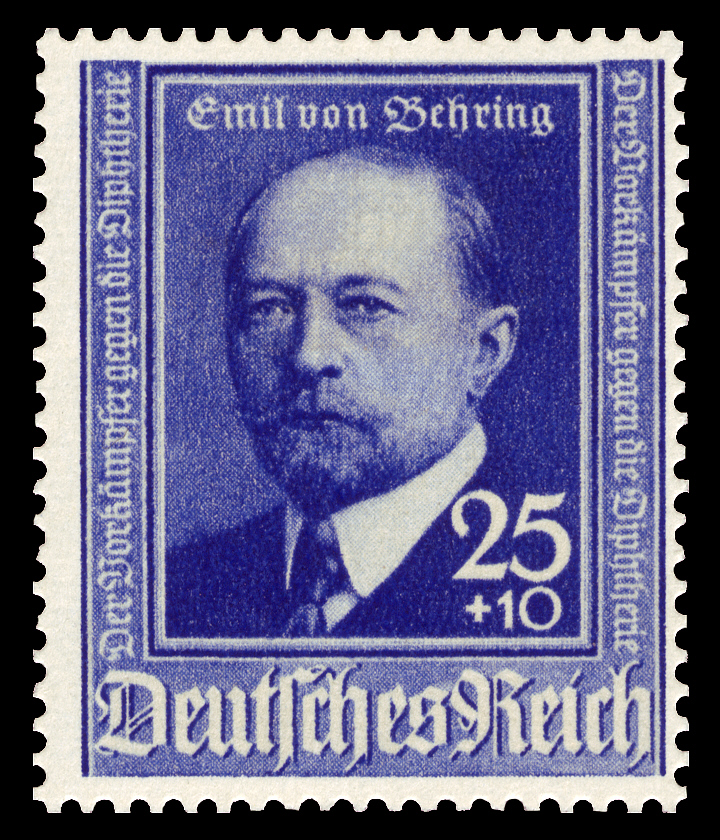
Emil Adolf von Behring MiNr. 761

Feria de primavera de Leipzig
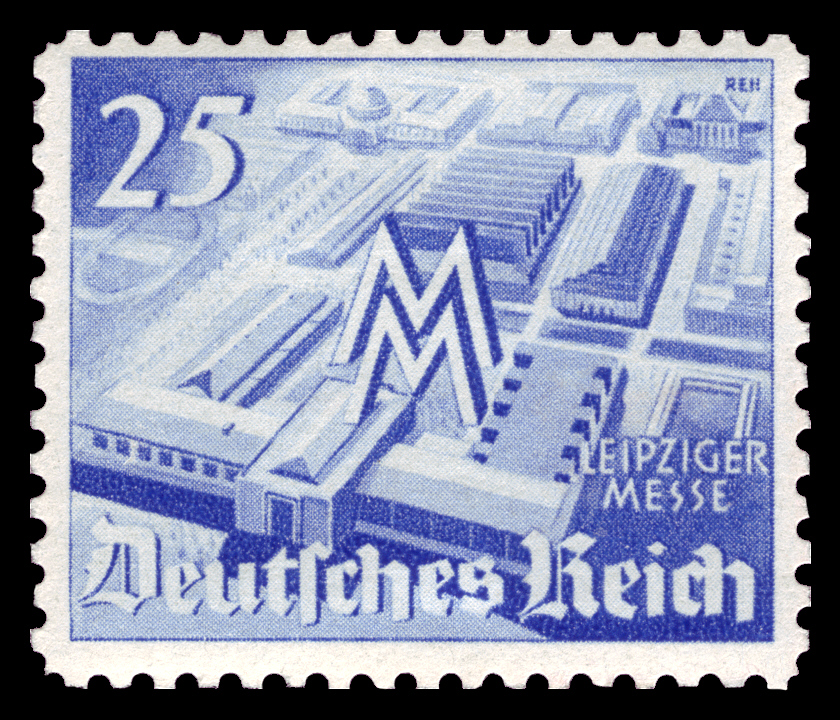
MiNr. 742

### 1941

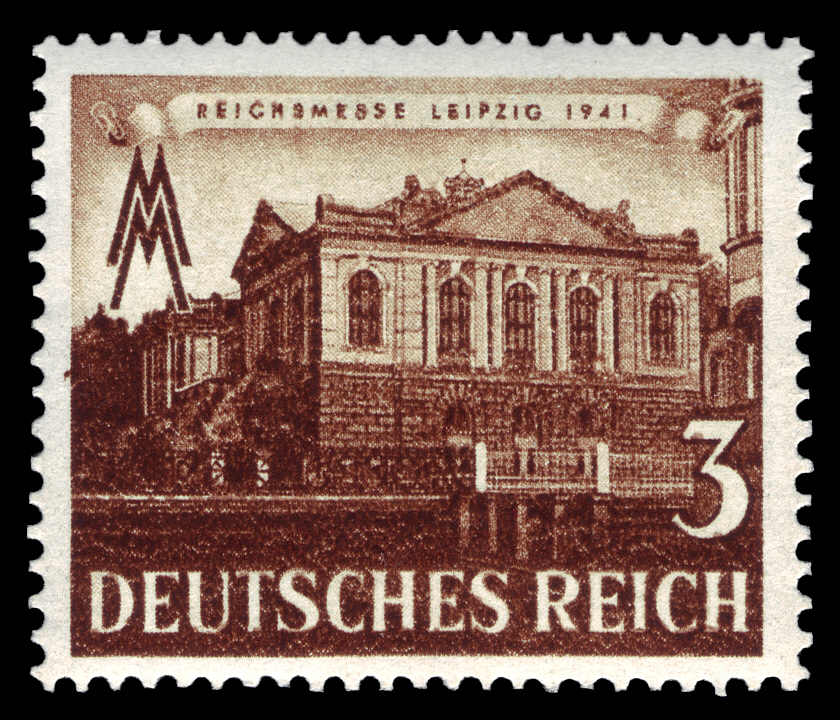
Feria de primavera de Leipzig MiNr. 764
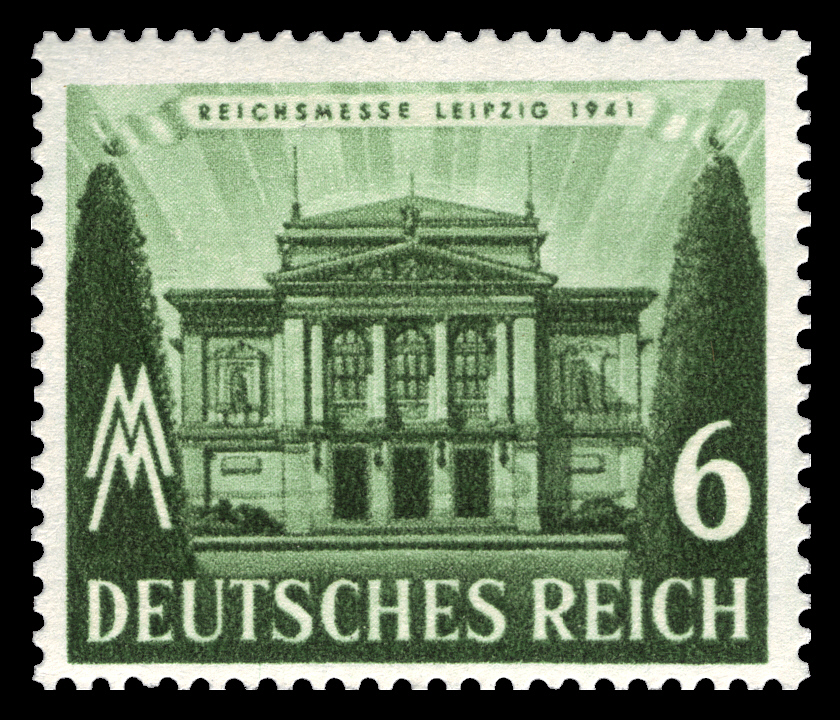
Feria de primavera de Leipzig MiNr. 765
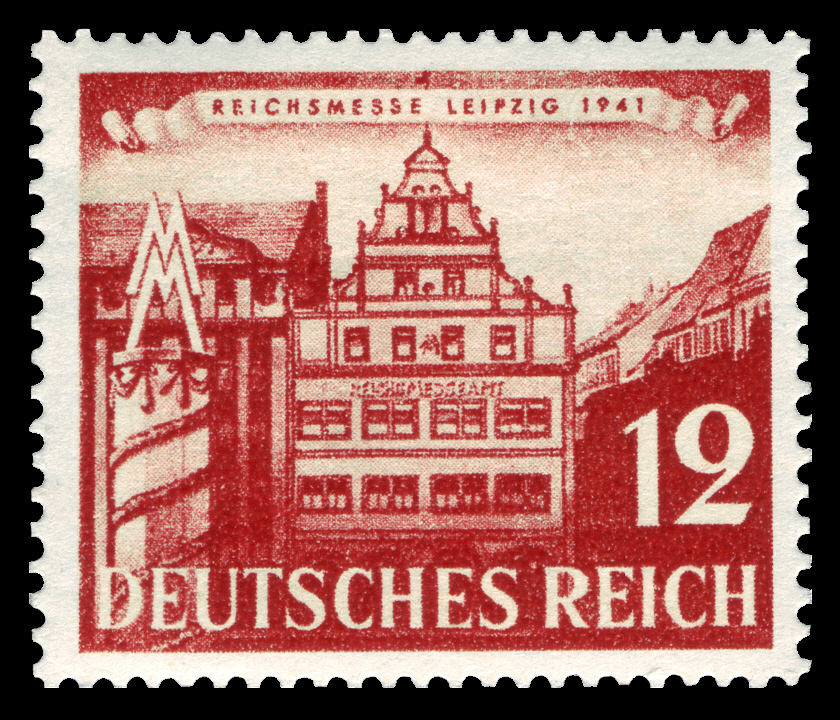
Feria de primavera de Leipzig MiNr. 766
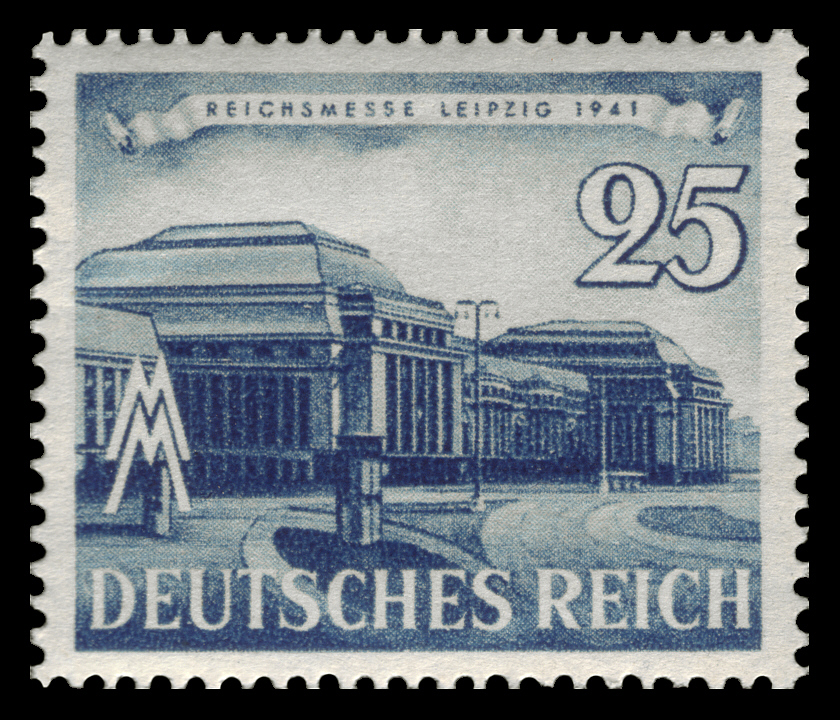
Feria de primavera de Leipzig MiNr. 767
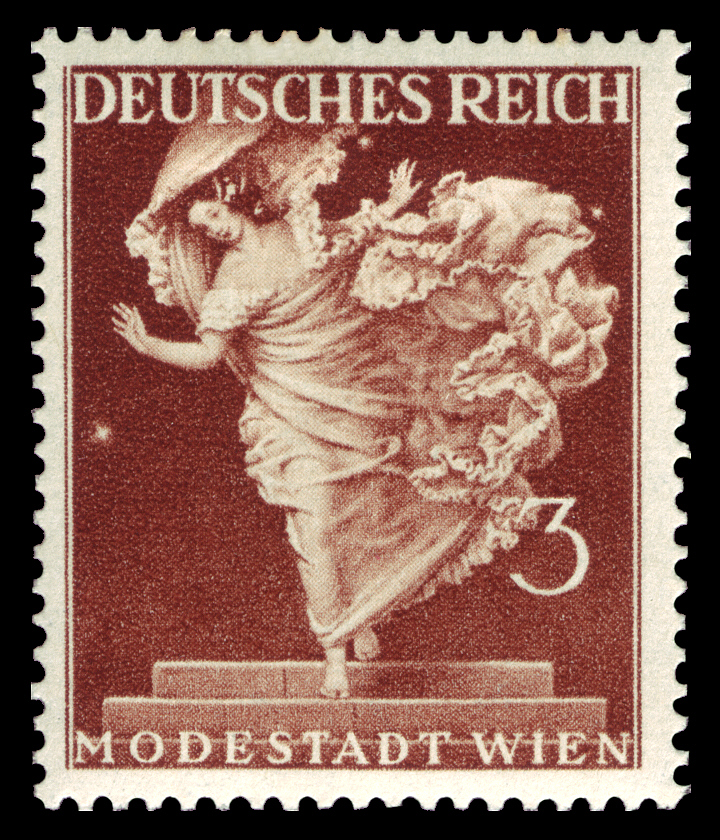
Feria de primavera de Viena MiNr. 768
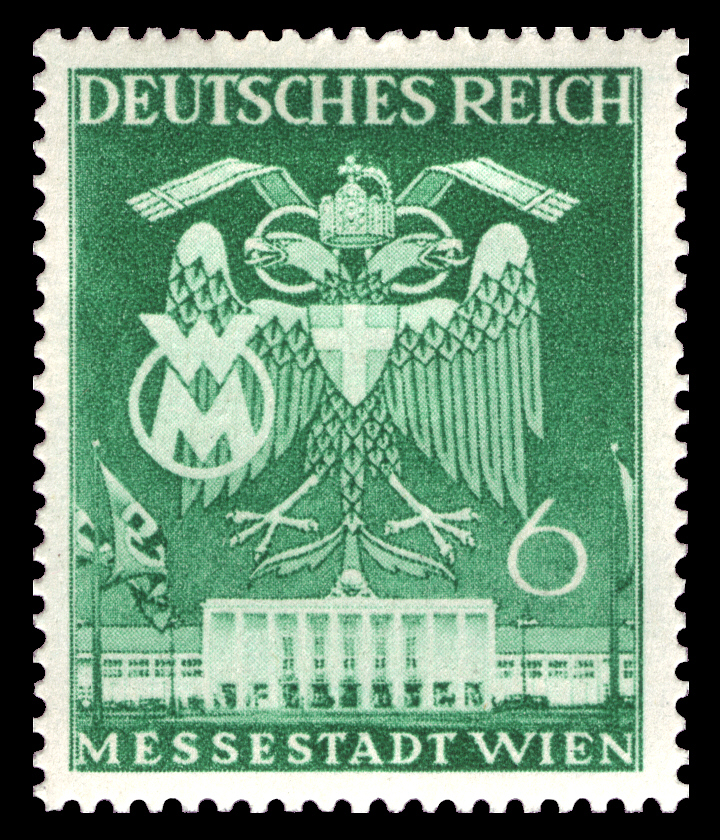
Feria de primavera de Viena MiNr. 769
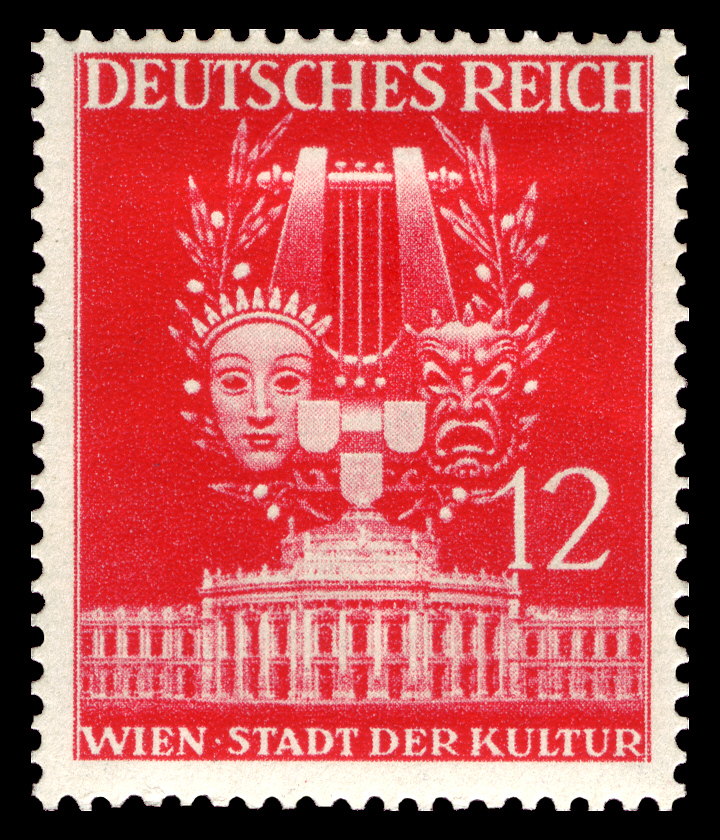
Feria de primavera de Viena MiNr. 770
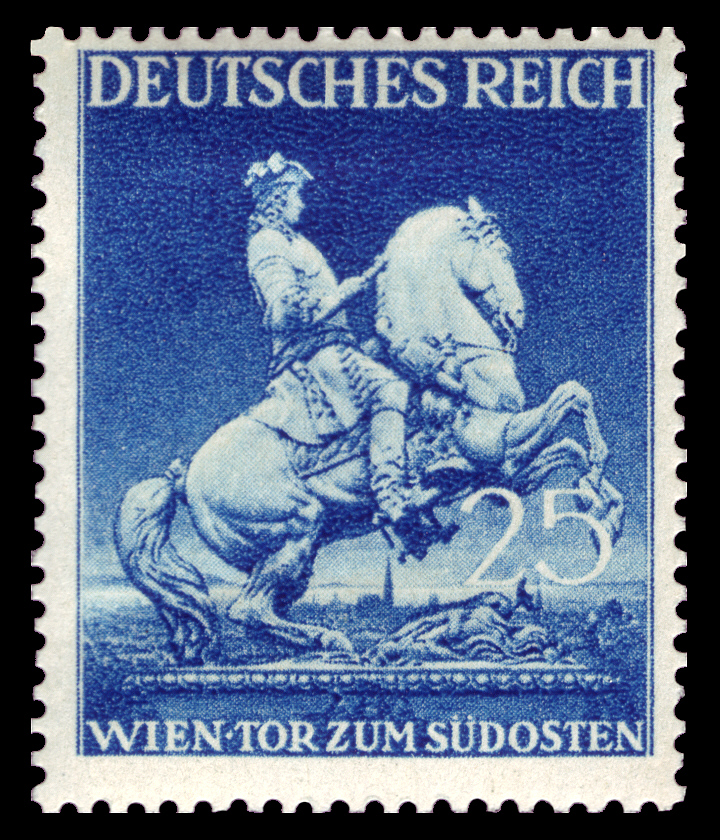
Feria de primavera de Viena MiNr. 771
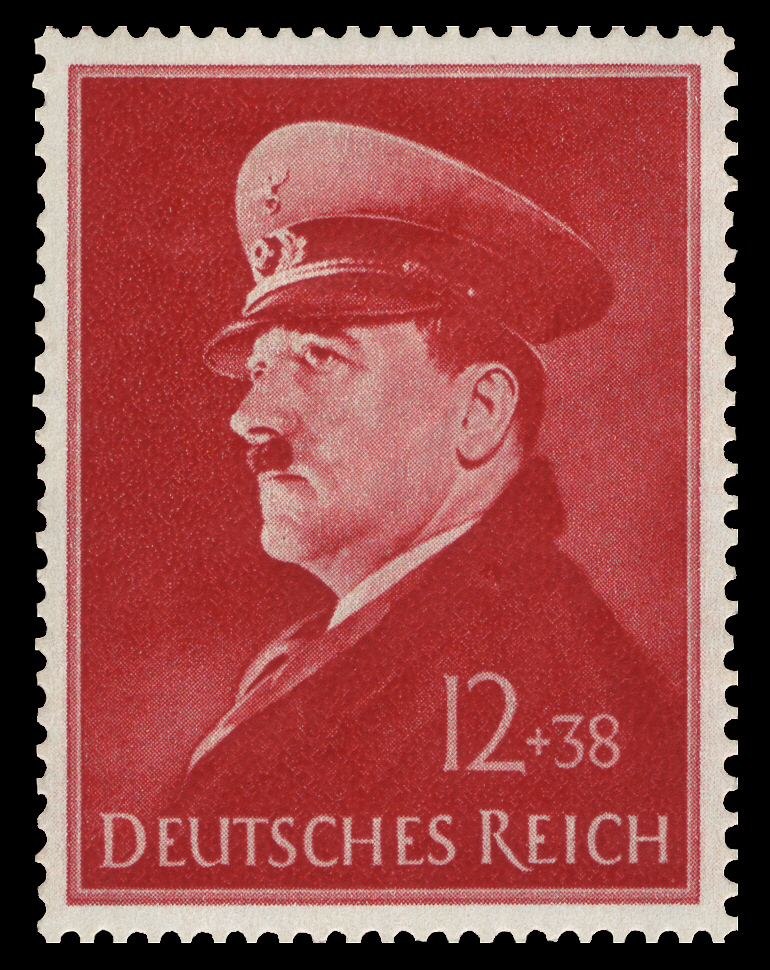
Adolf Hitler MiNr. 772
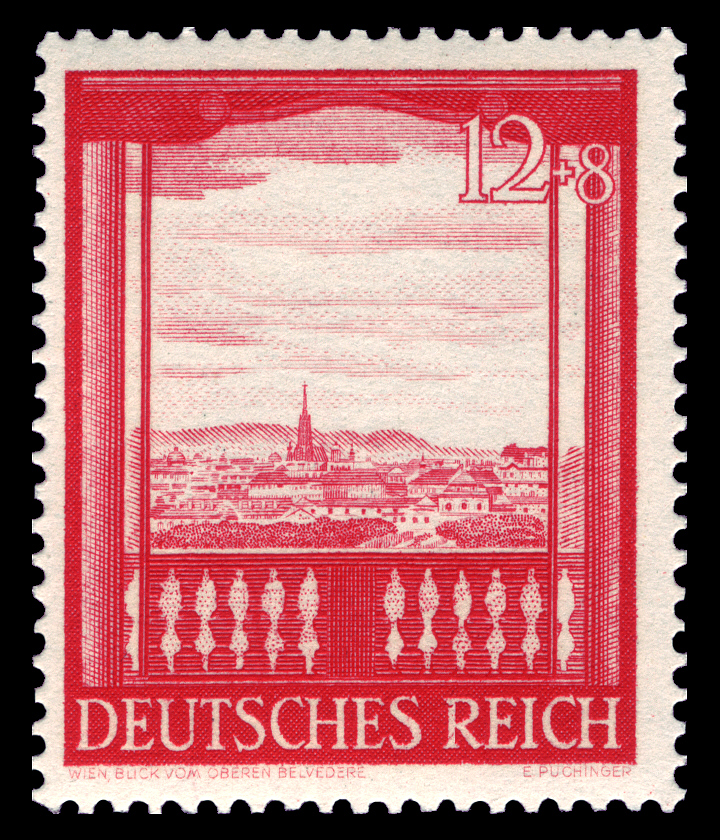
Feria de otoño de Viena MiNr. 804

Serie Adolf Hitler
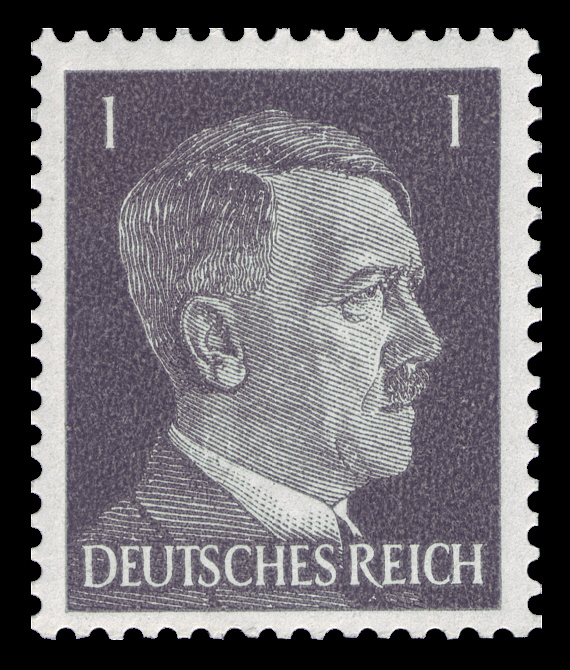
MiNr. 781
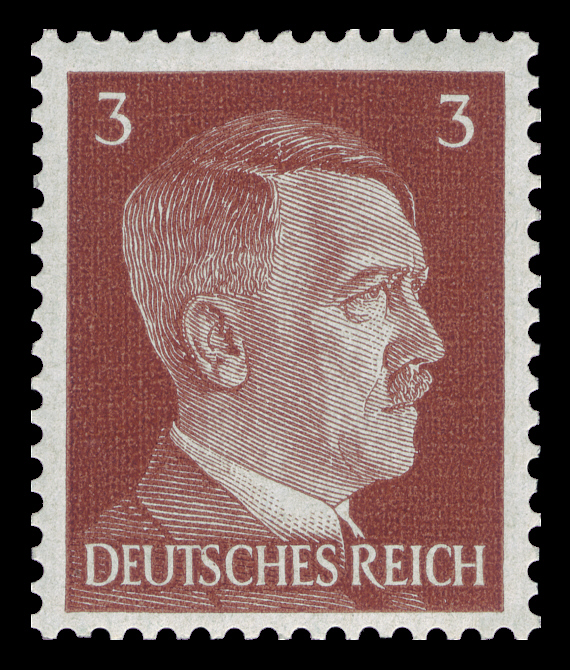
MiNr. 782
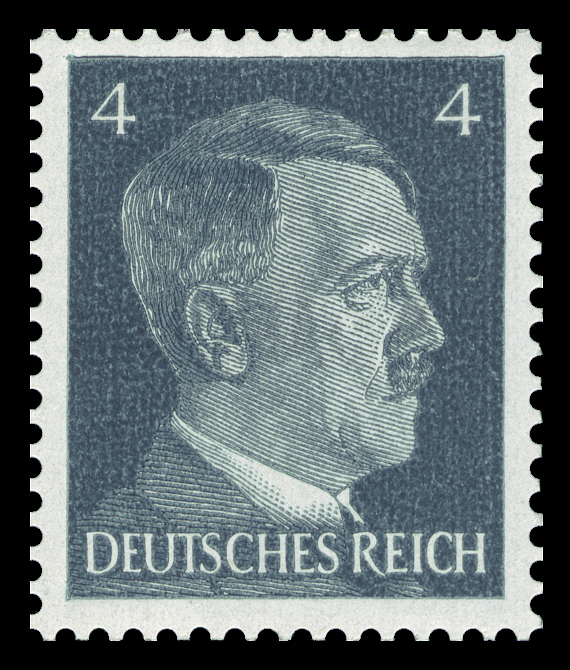
MiNr. 783
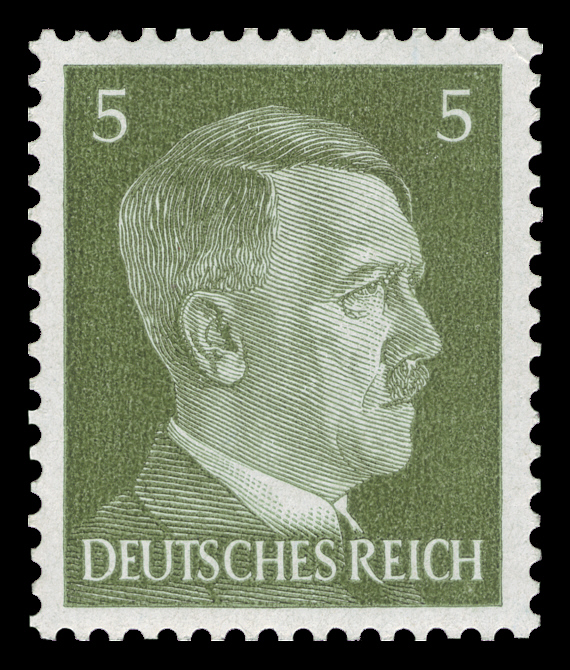
MiNr. 784
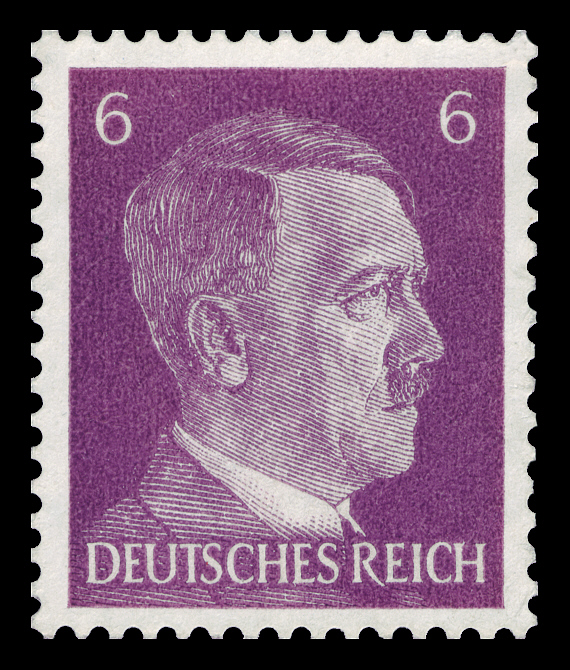
MiNr. 785
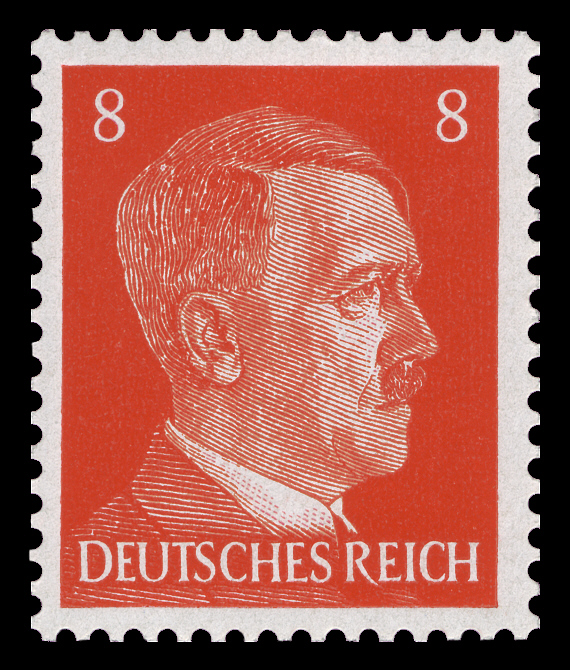
MiNr. 786
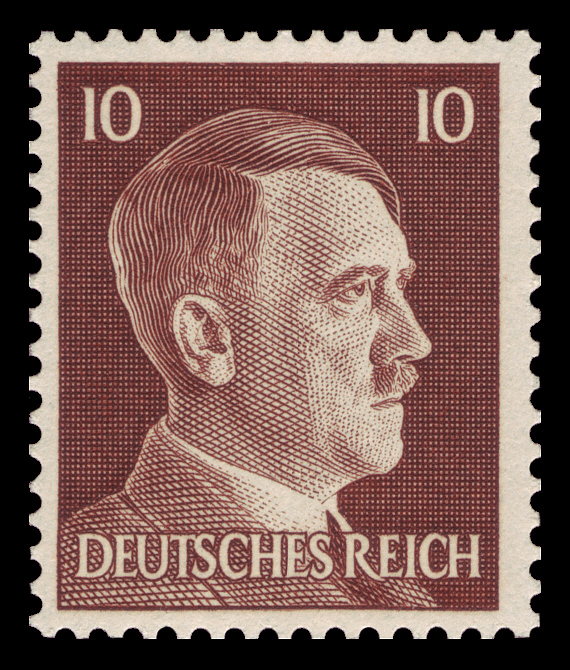
MiNr. 787
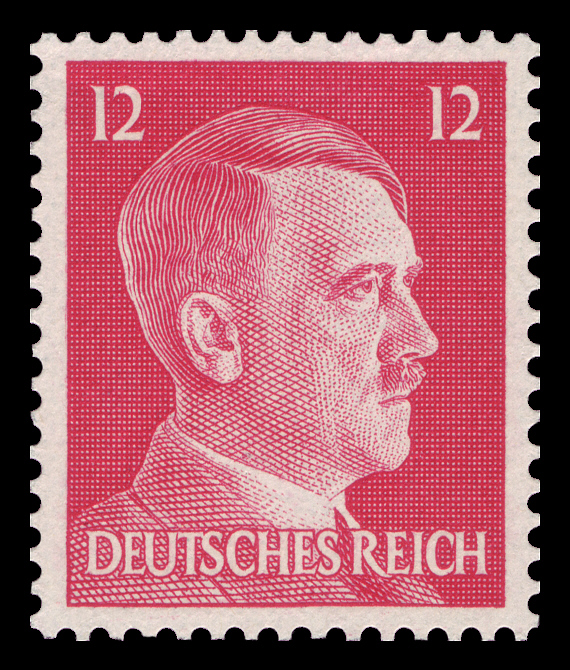
MiNr. 788
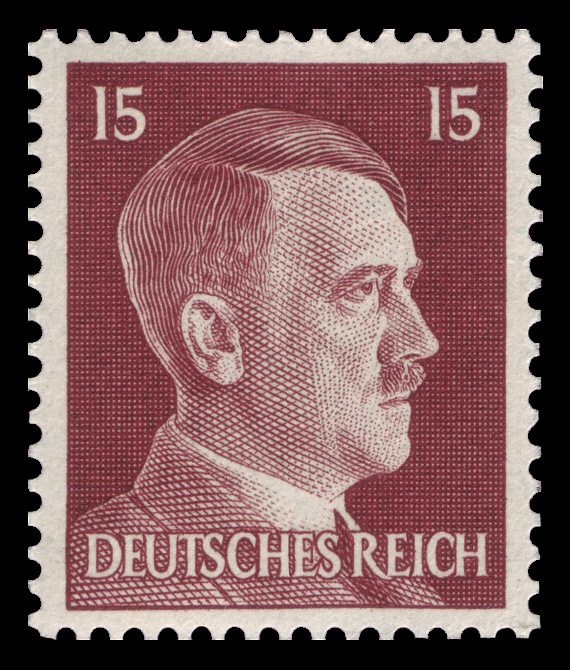
MiNr. 789
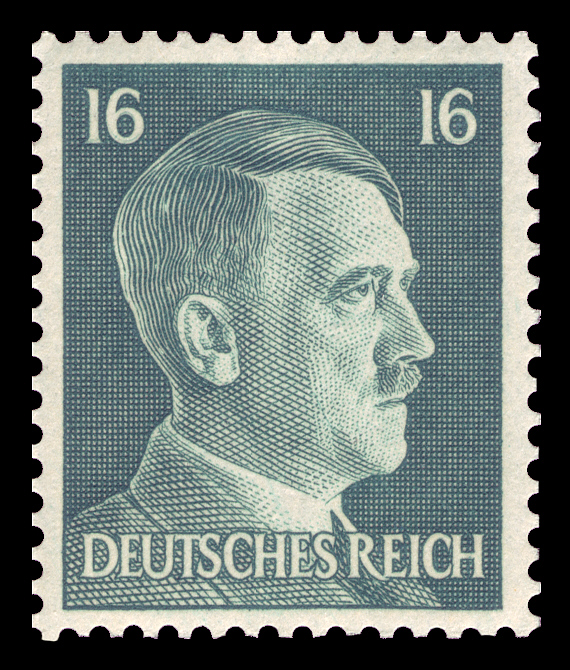
MiNr. 790
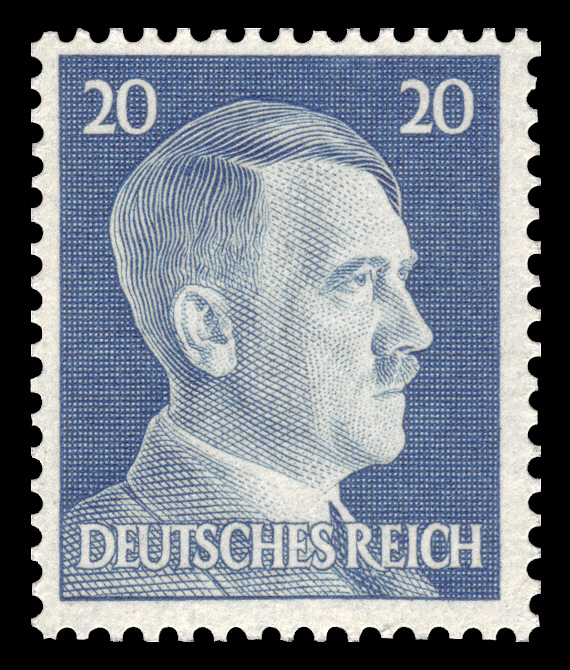
MiNr. 791
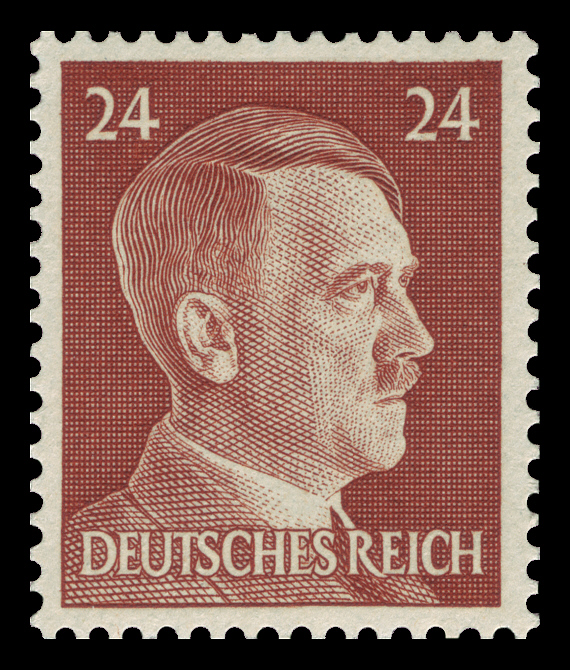
MiNr. 792
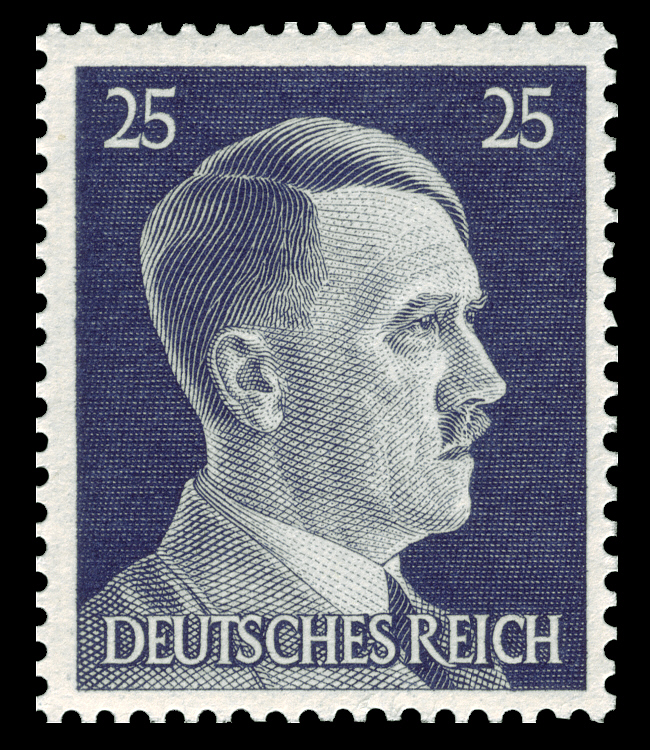
MiNr. 793
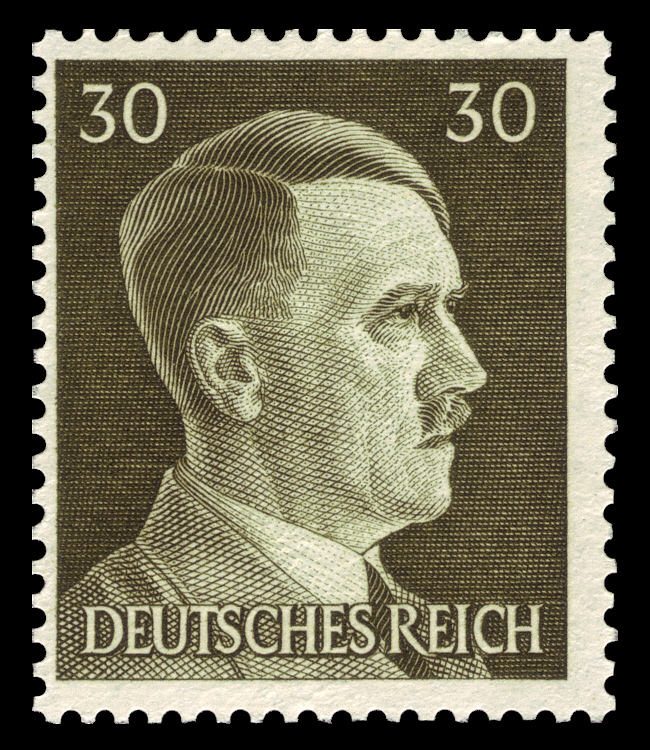
MiNr. 794
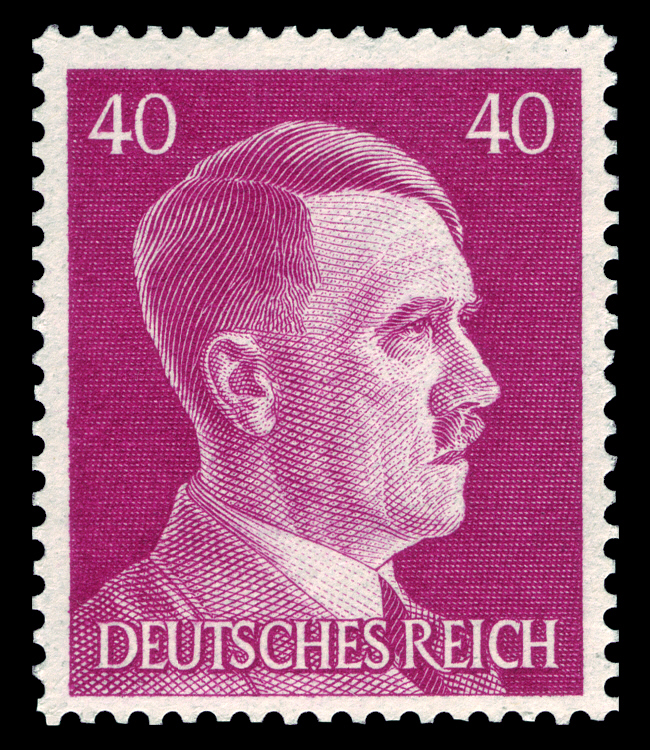
MiNr. 795
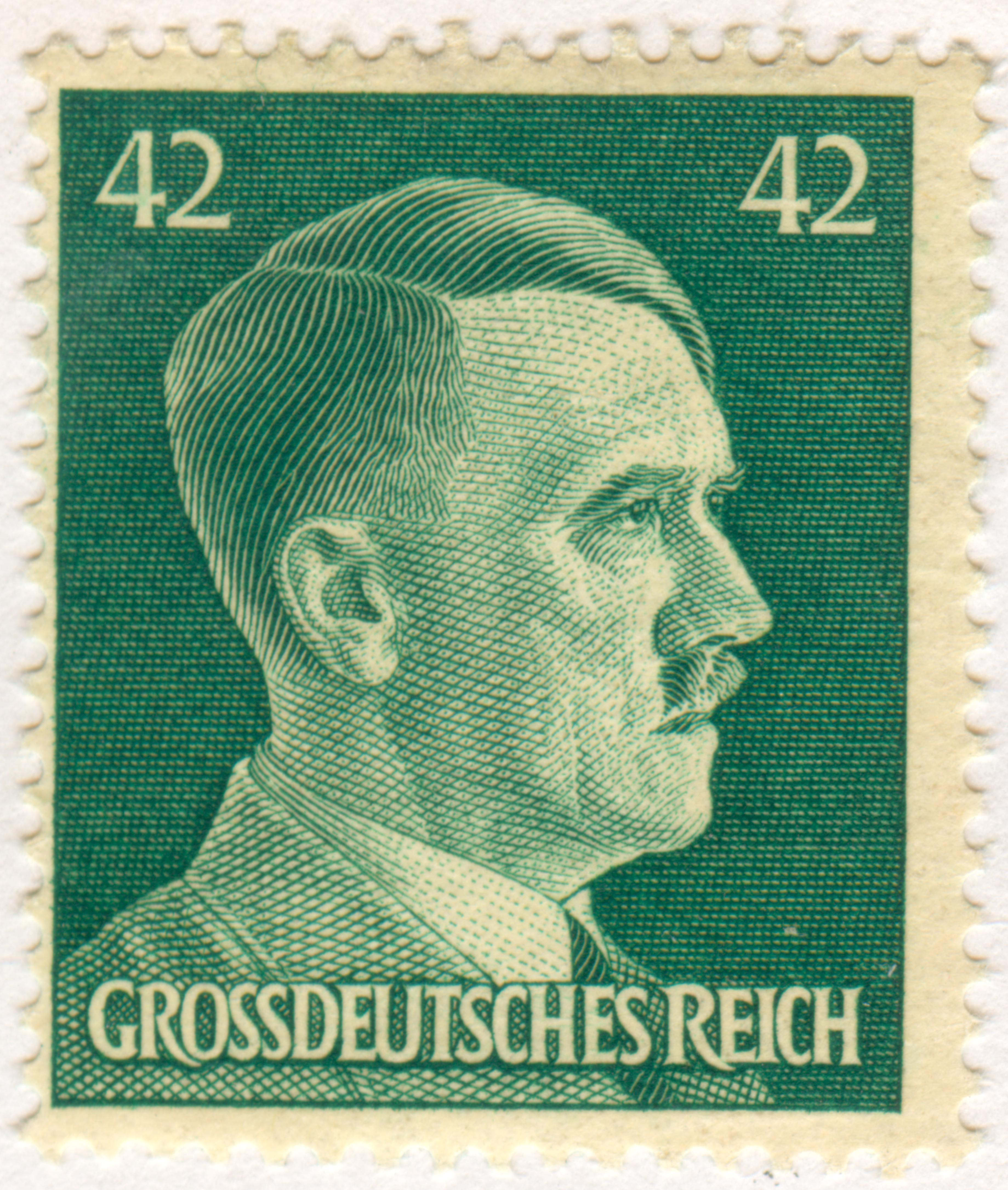
MiNr. A795
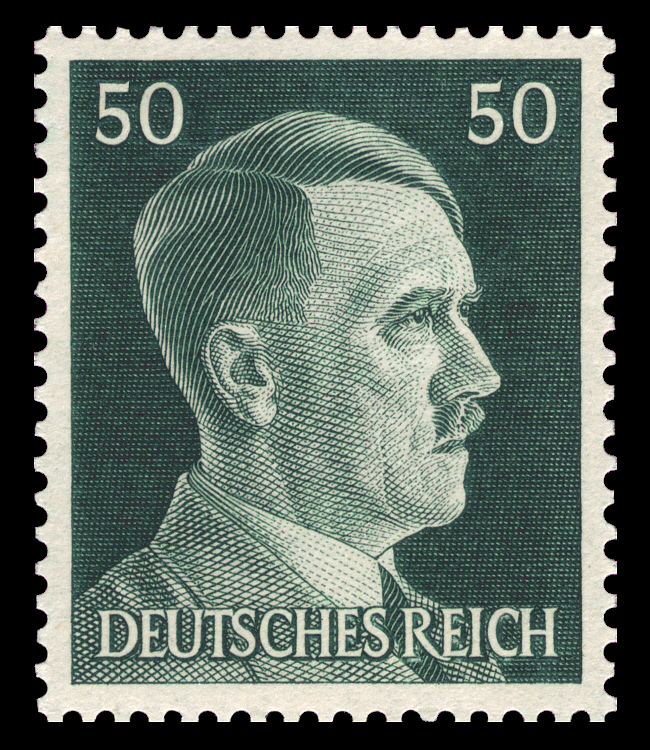
MiNr. 796
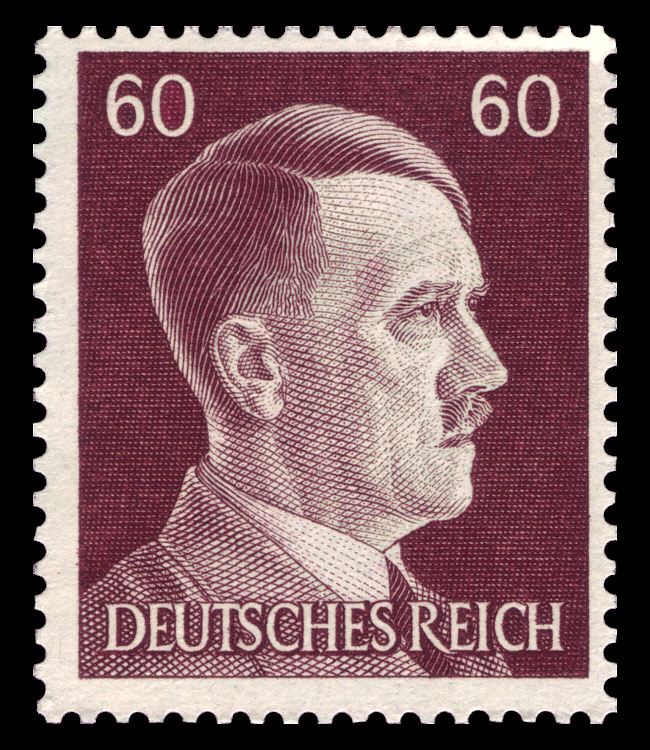
MiNr. 797
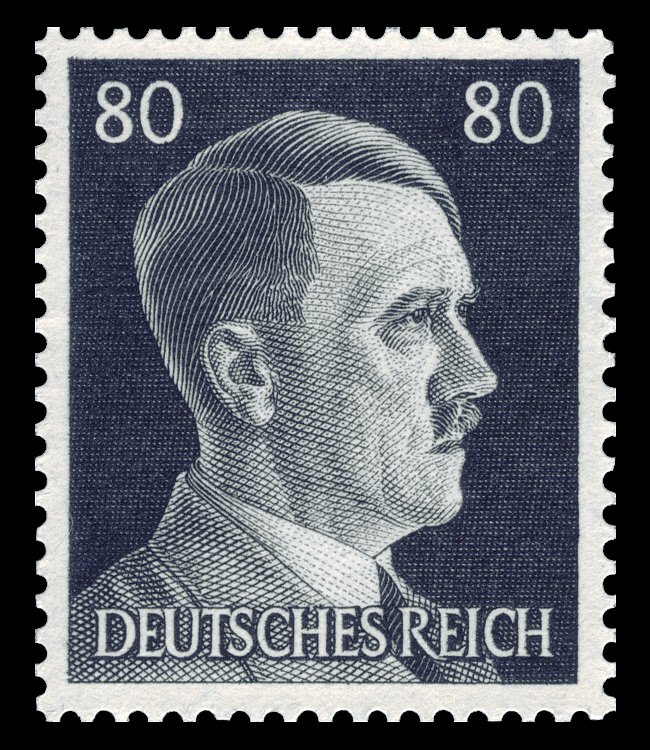
MiNr. 798
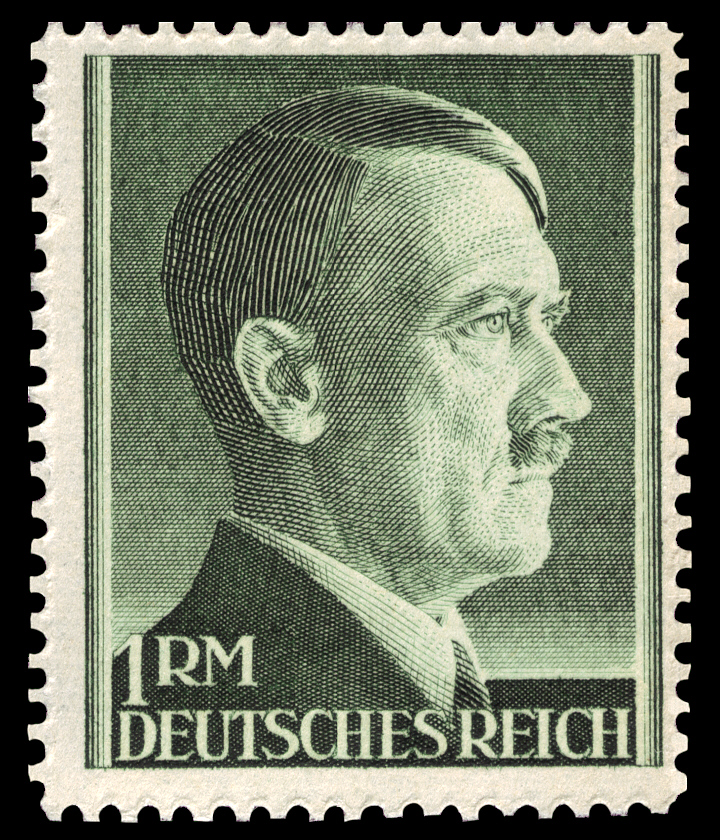
MiNr. 799
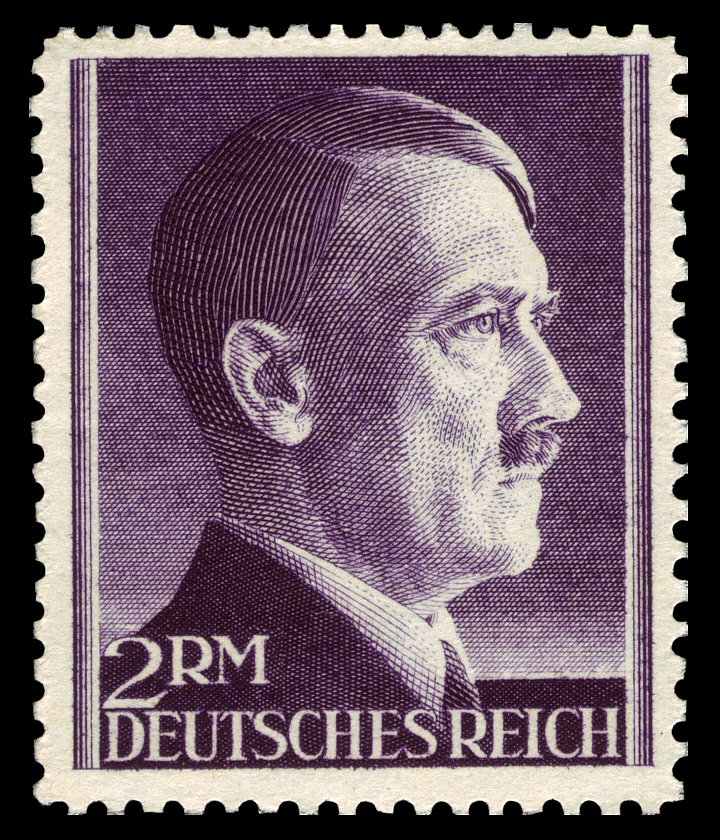
MiNr. 800
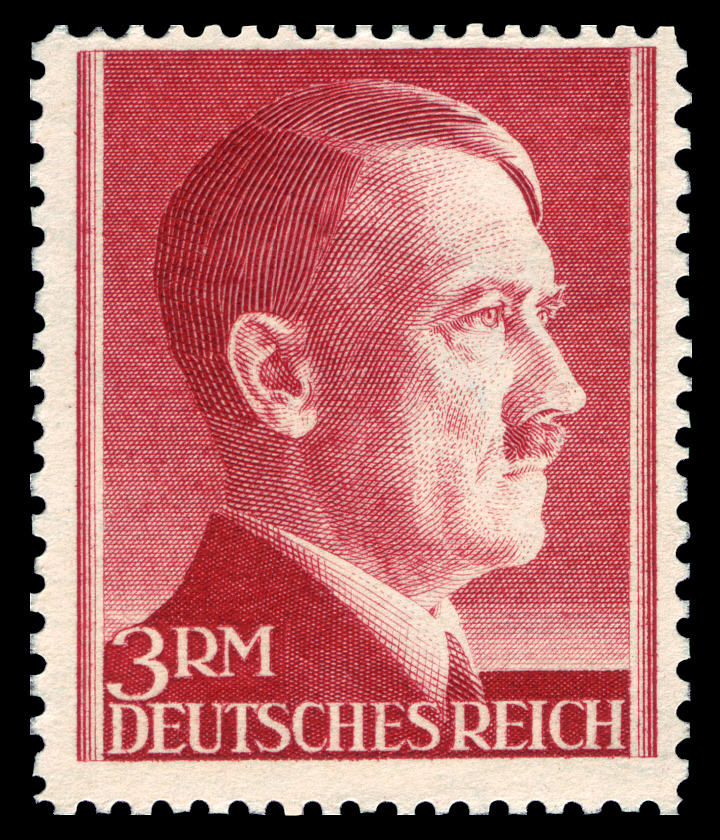
MiNr. 801
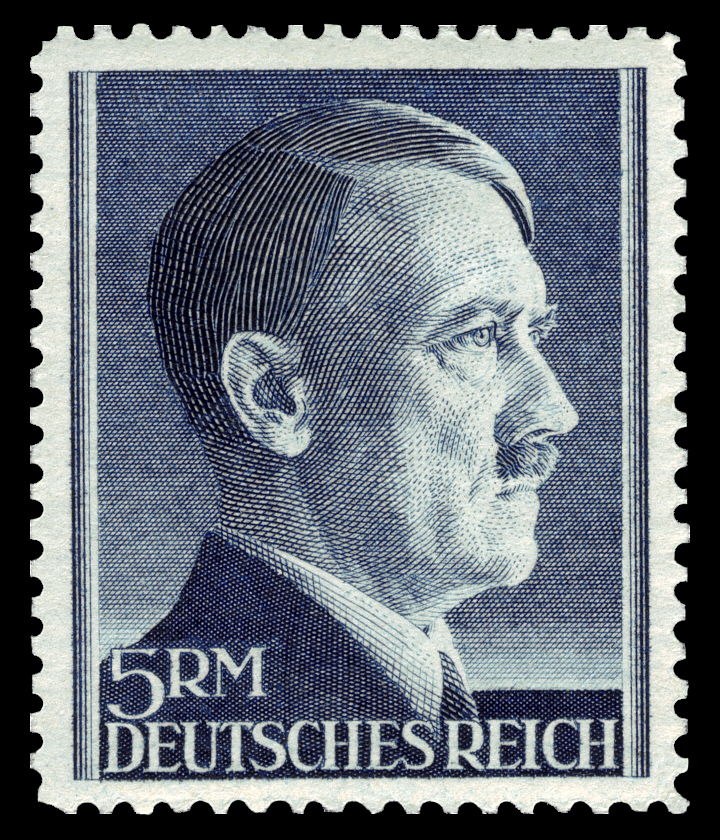
MiNr. 802

### 1942

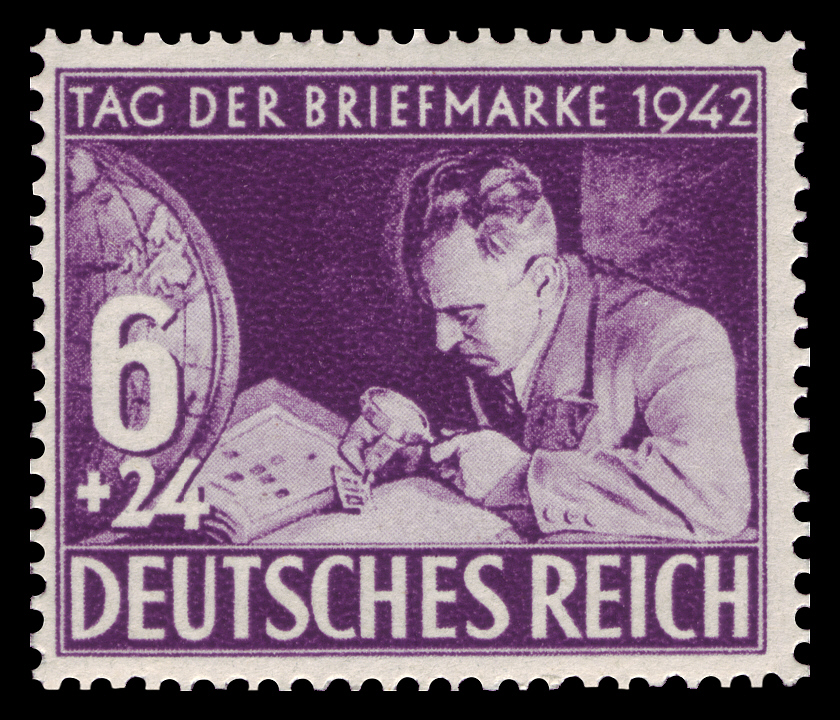
Día del sello MiNr. 811
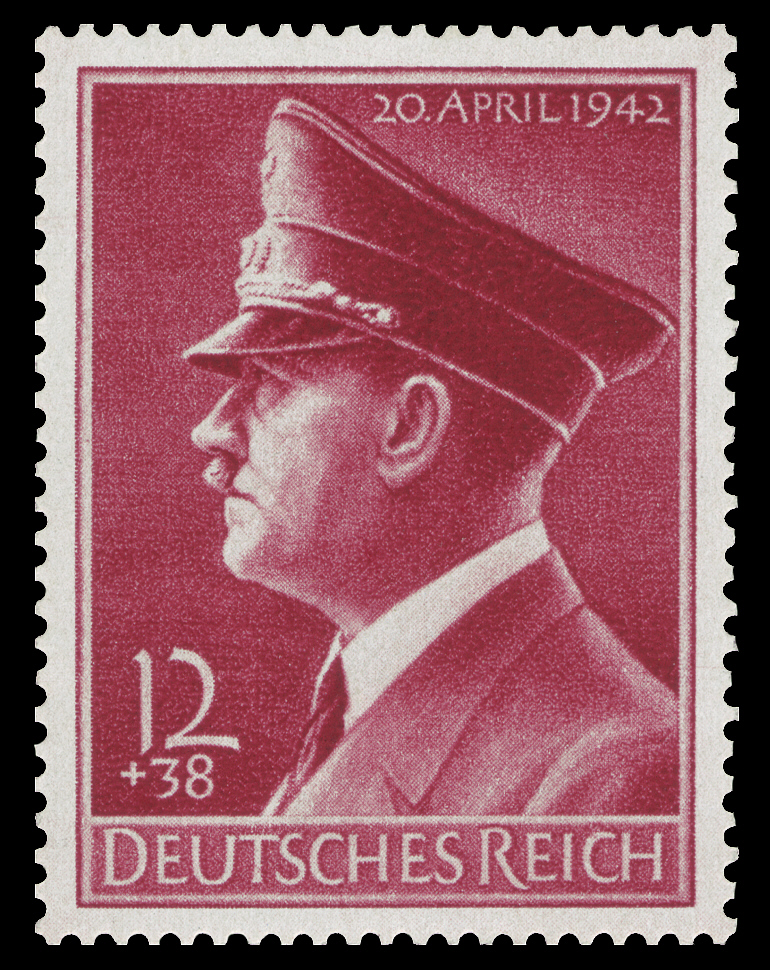
Adolf Hitler MiNr. 813
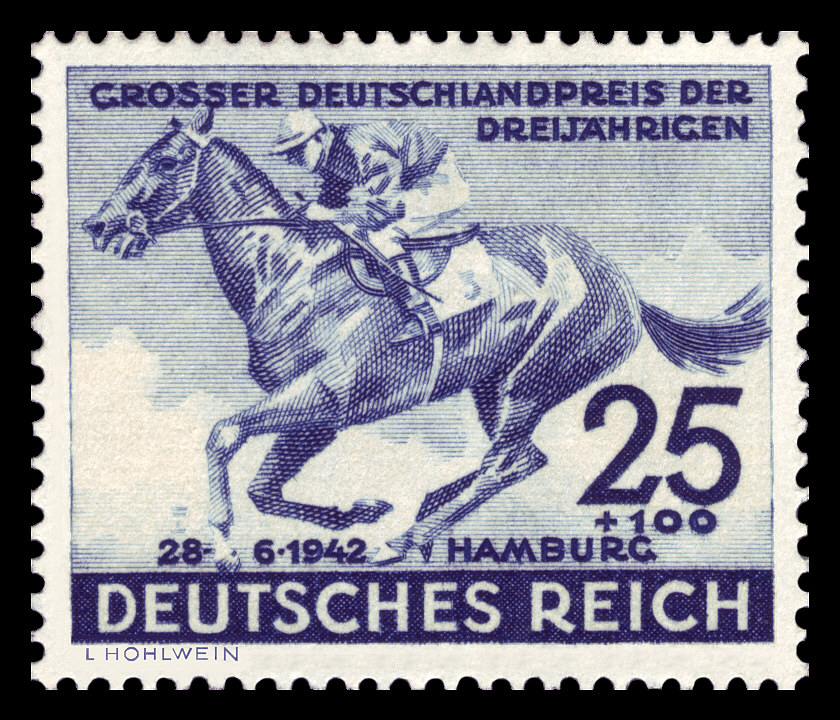
La cinta azul MiNr. 814
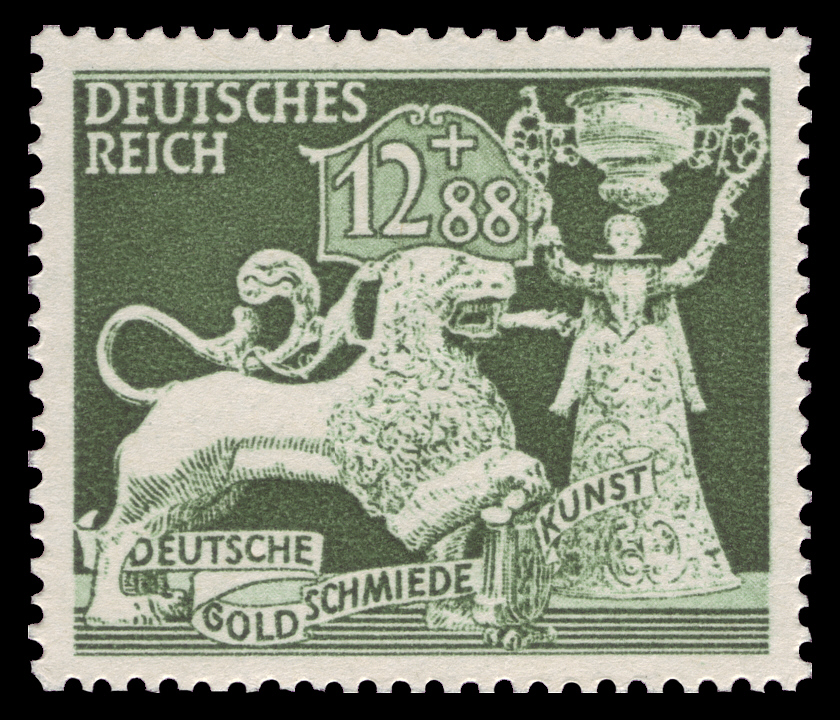
Orfebrería MiNr. 816
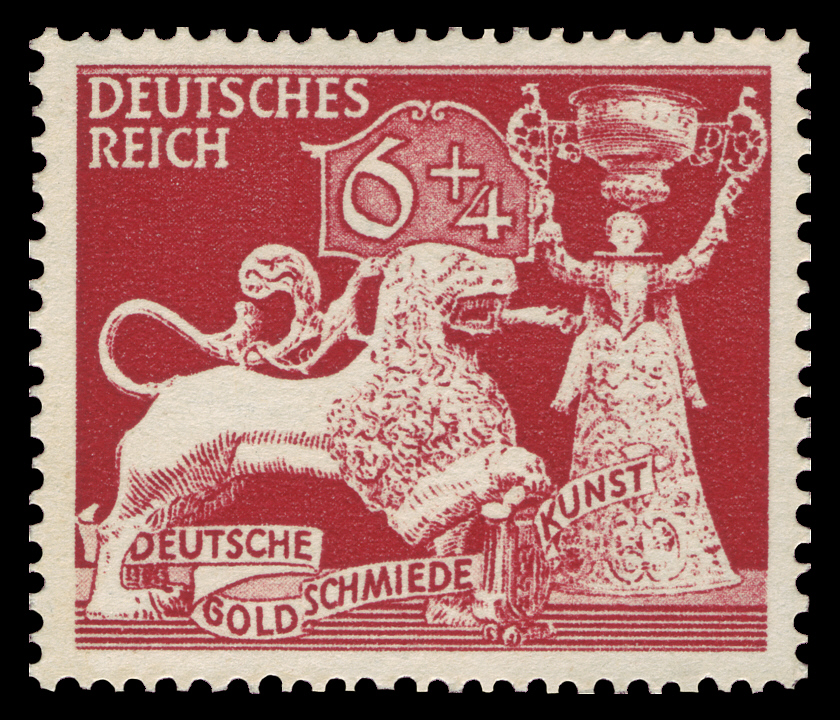
Orfebrería MiNr. 817
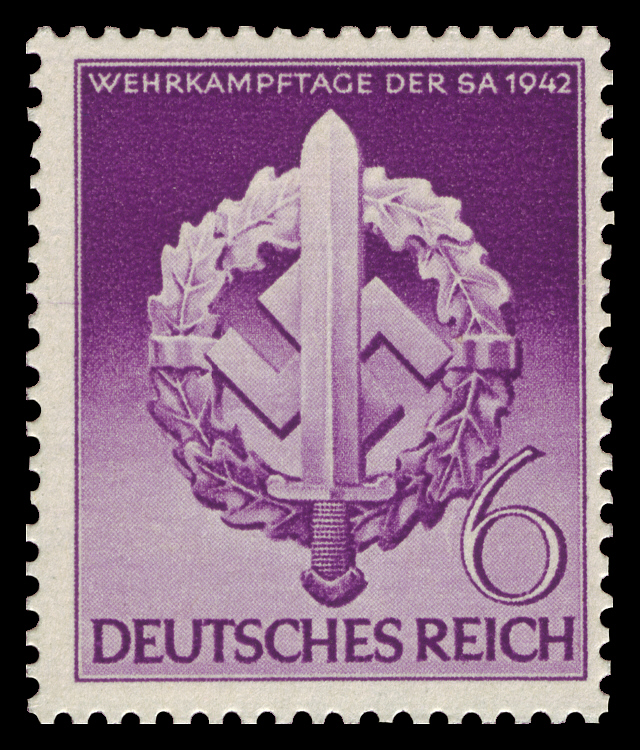
Días de defensa de la SA MiNr. 818
Peter HenleinMiNr. 819Peter Henlein MiNr. 819
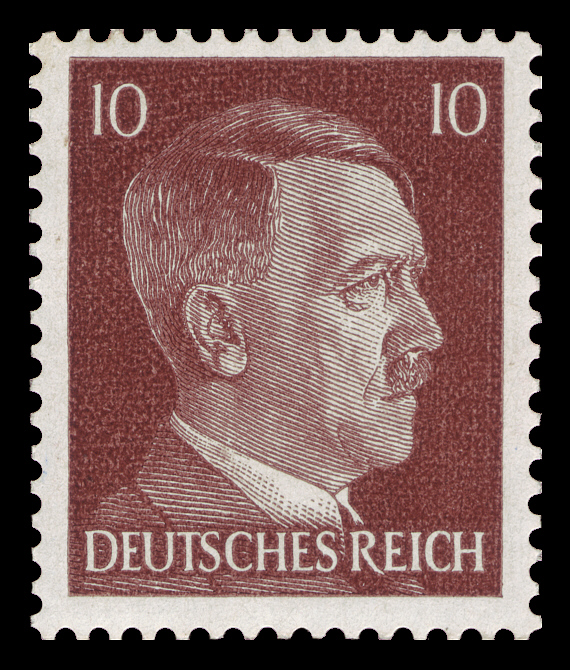
Adolf Hitler MiNr. 826
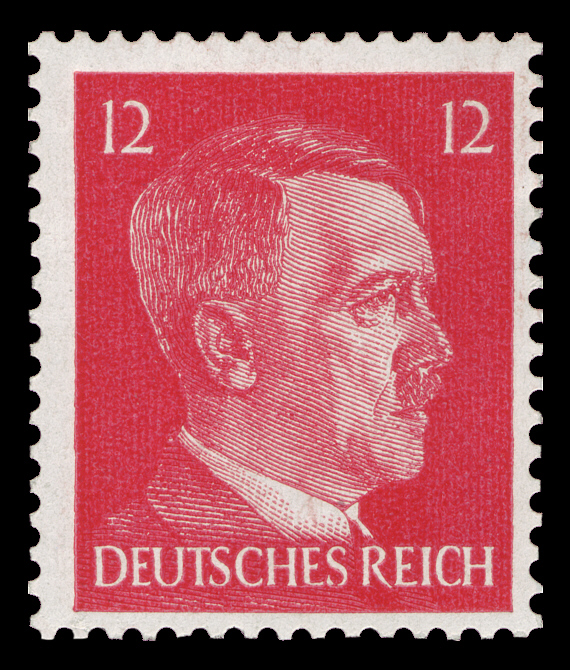
Adolf Hitler MiNr. 827

### 1943

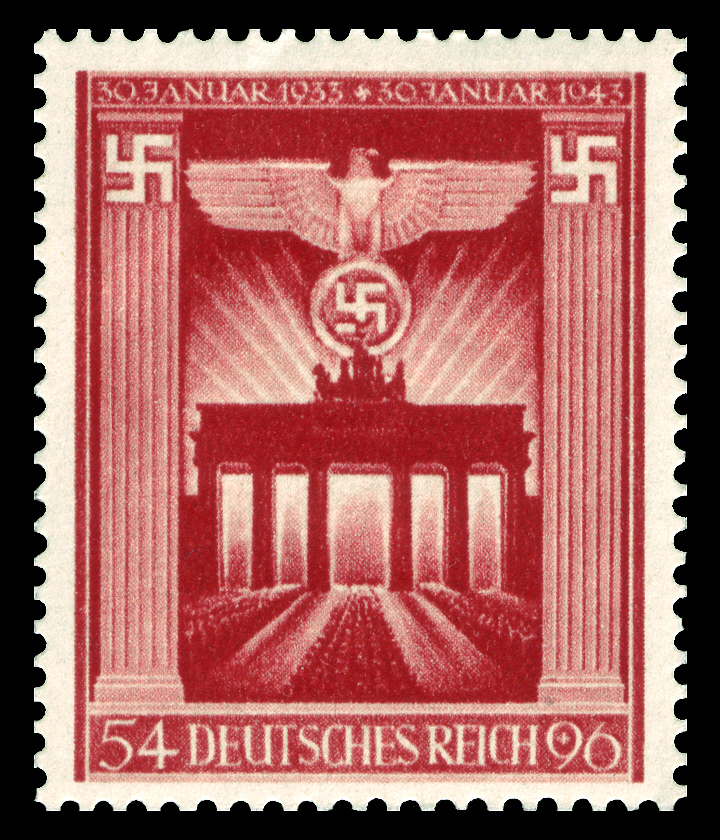
Puerta de Brandenburgo MiNr. 829
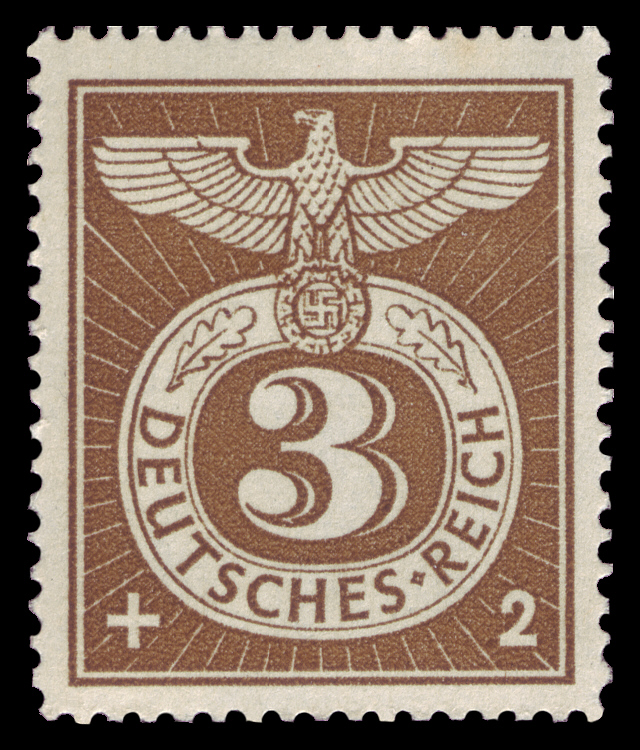
Sello especial MiNr. 830
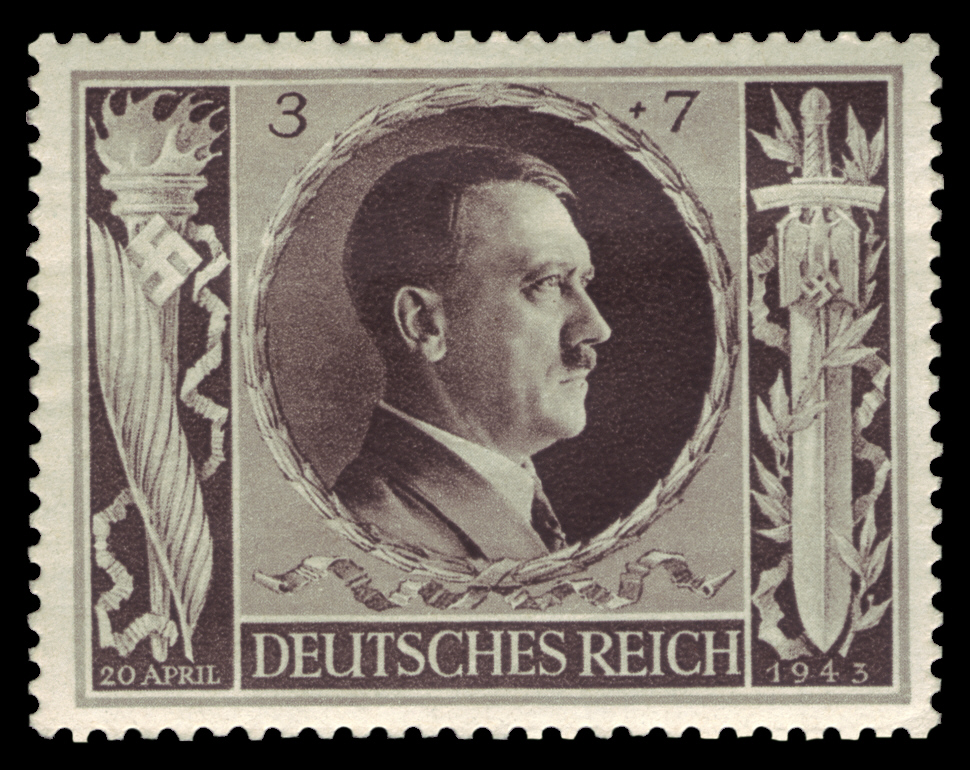
Adolf Hitler MiNr. 844
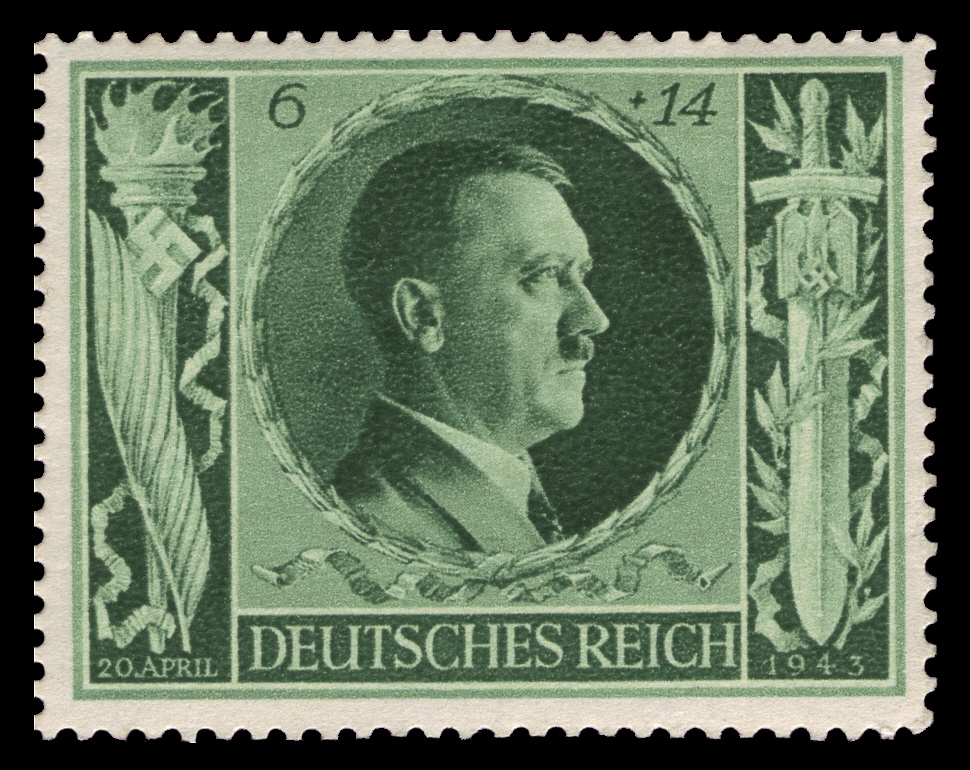
Adolf Hitler MiNr. 845
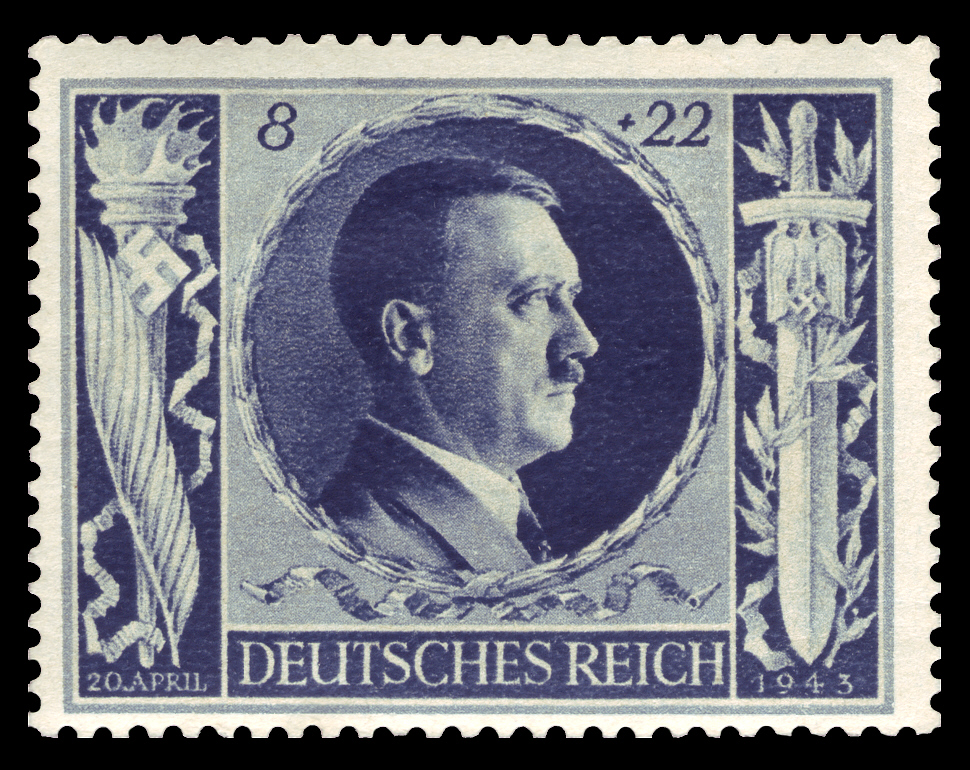
Adolf Hitler MiNr. 846
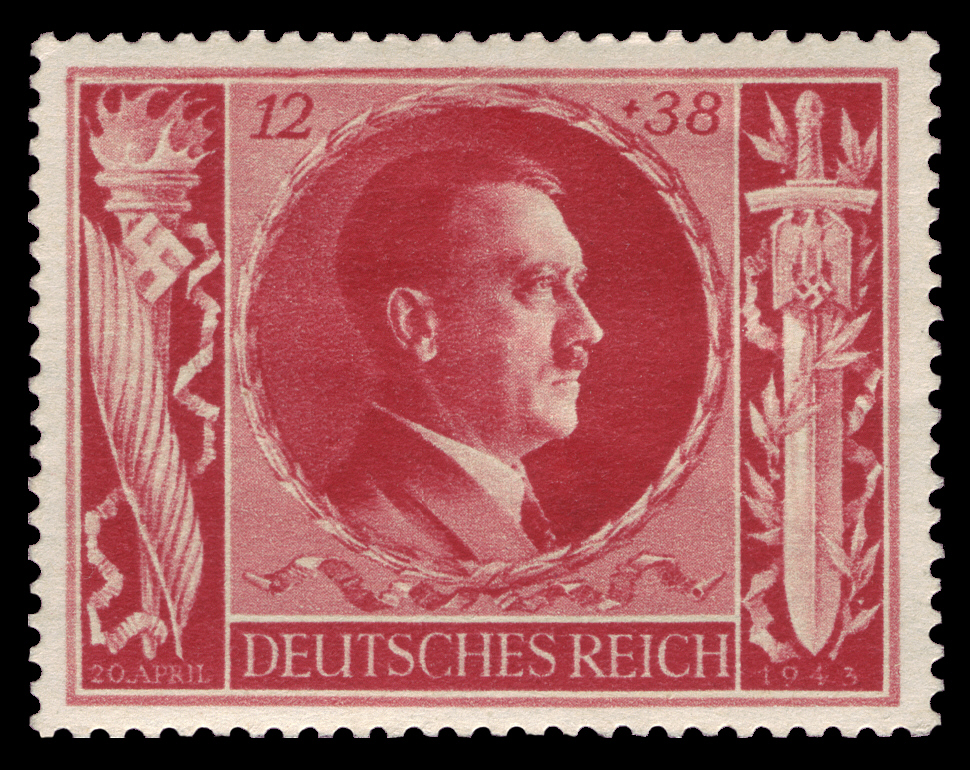
Adolf Hitler MiNr. 847
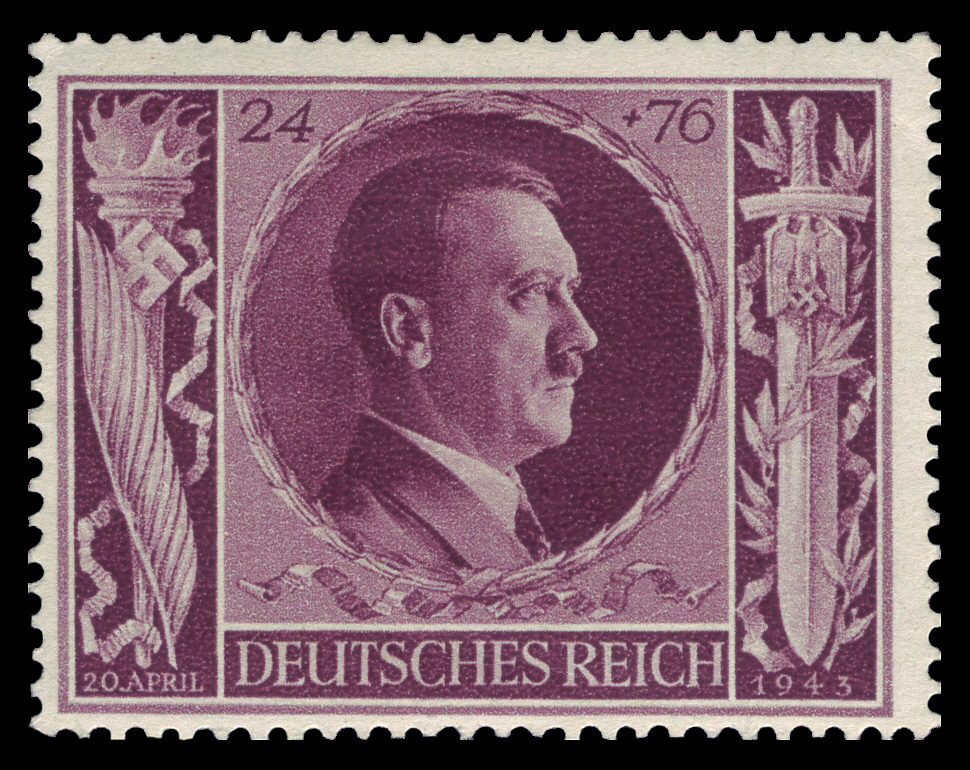
Adolf Hitler MiNr. 848
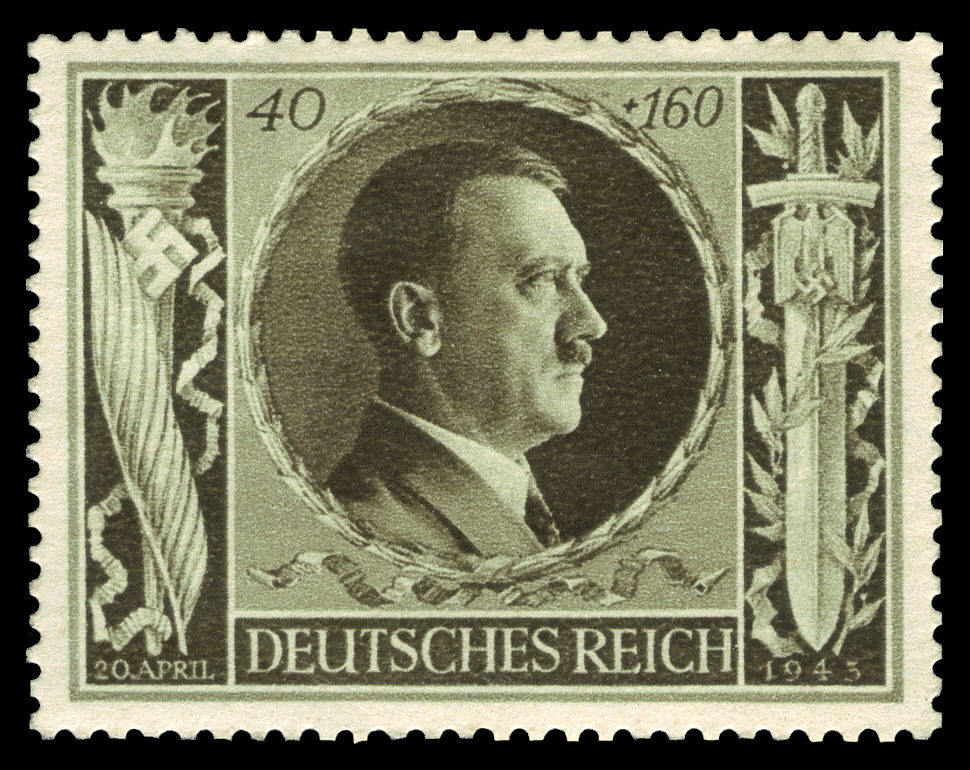
Adolf Hitler MiNr. 849
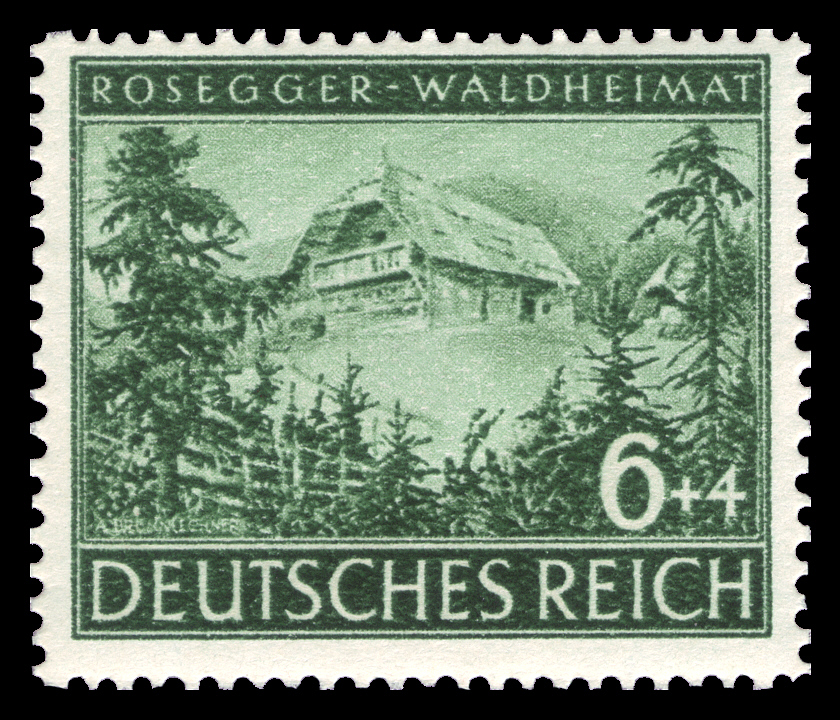
Lugar de nacimiento de Peter Rosegger MiNr. 855
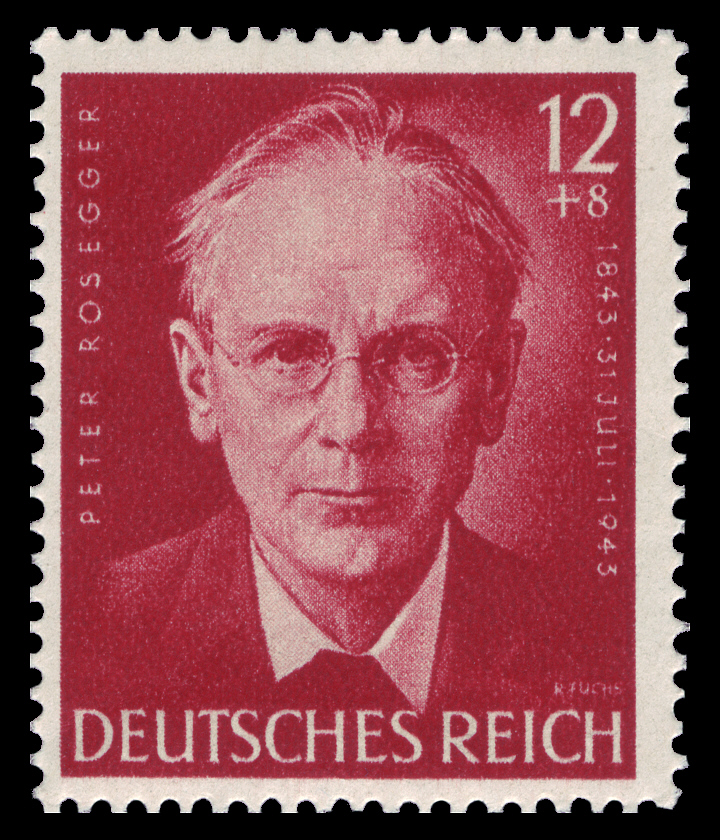
Peter Rosegger MiNr. 856
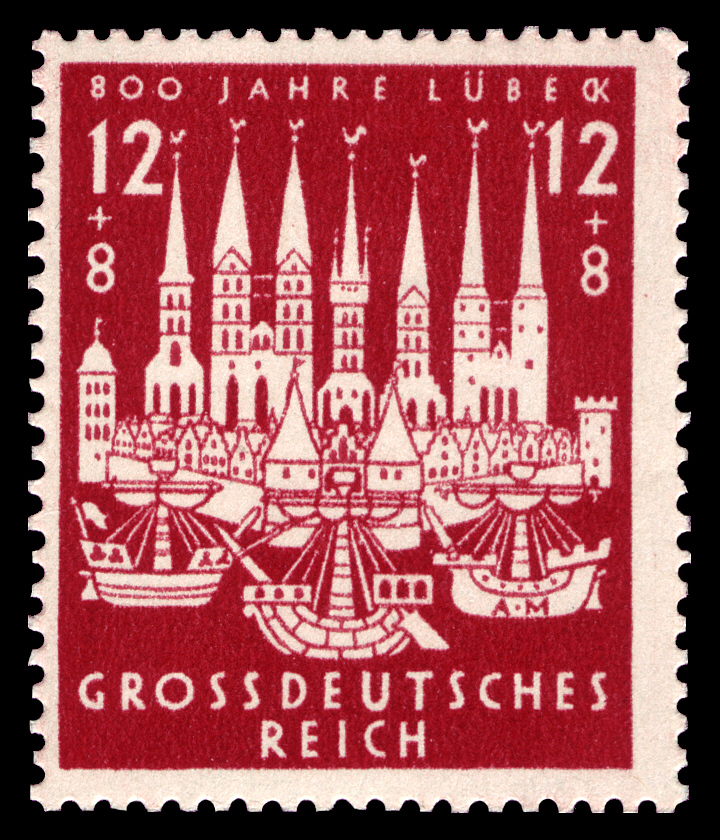
Lübeck MiNr. 862
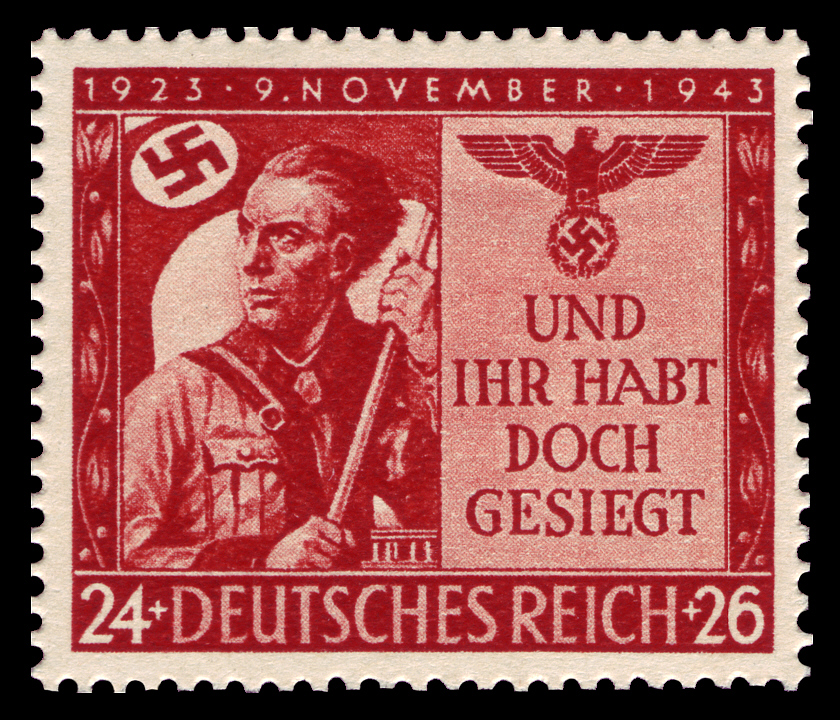
Putsch de Hitler MiNr. 863

### 1945

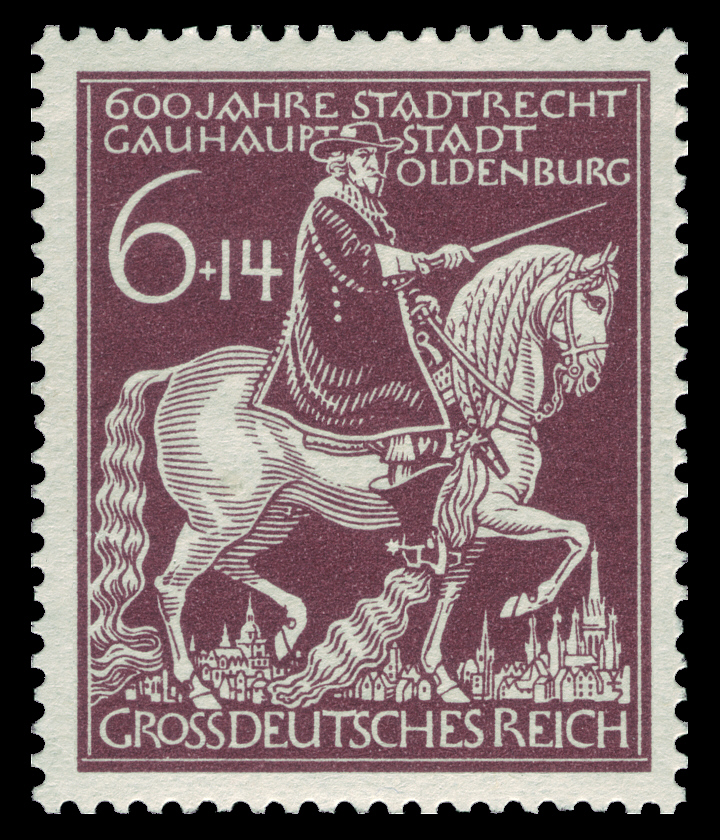
Conde Anton Günther MiNr. 907
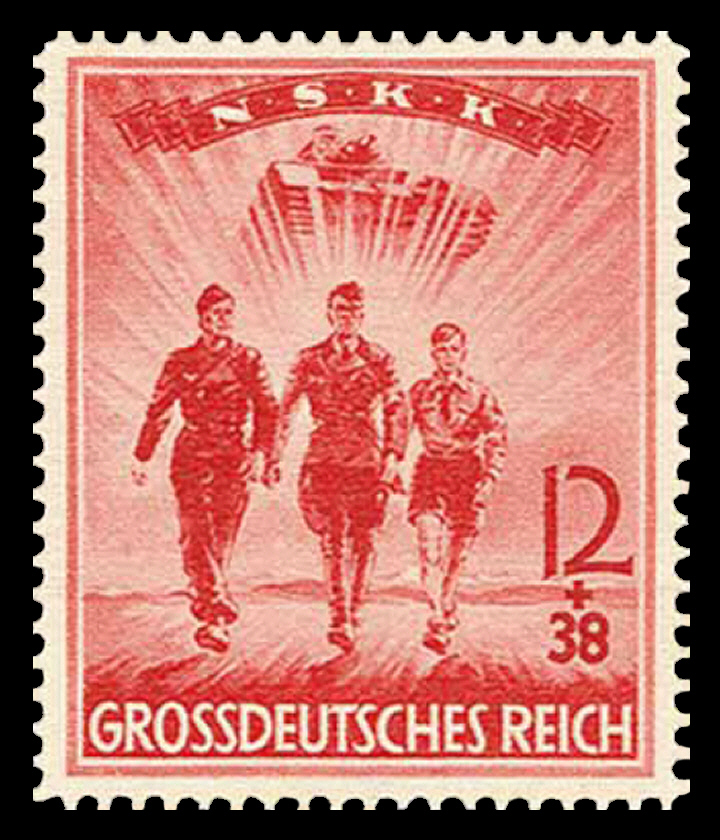
Cuerpo motorizado MiNr. X
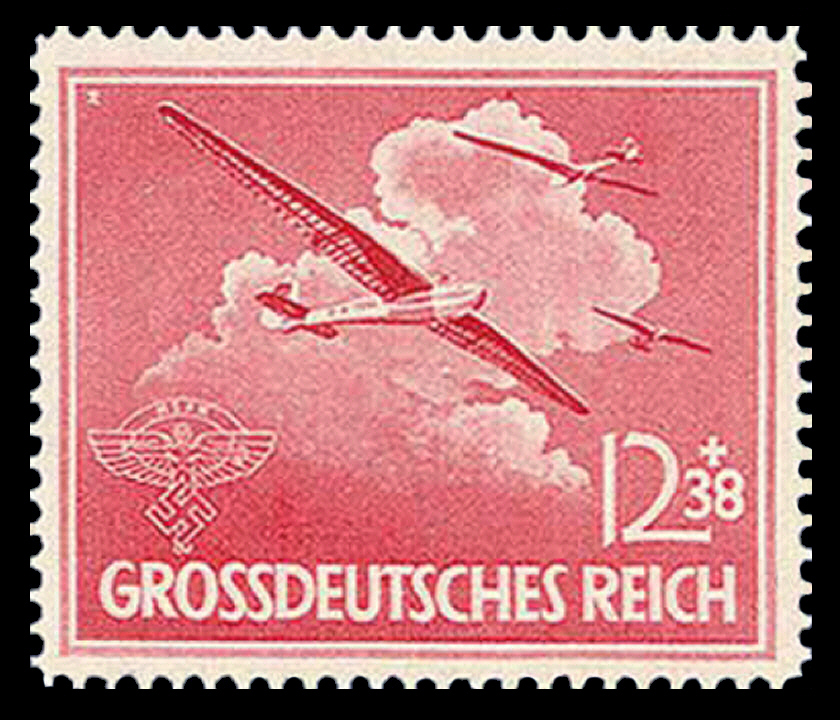
Cuerpo aéreo MiNr. XI

## Sellos oficiales

### 1933

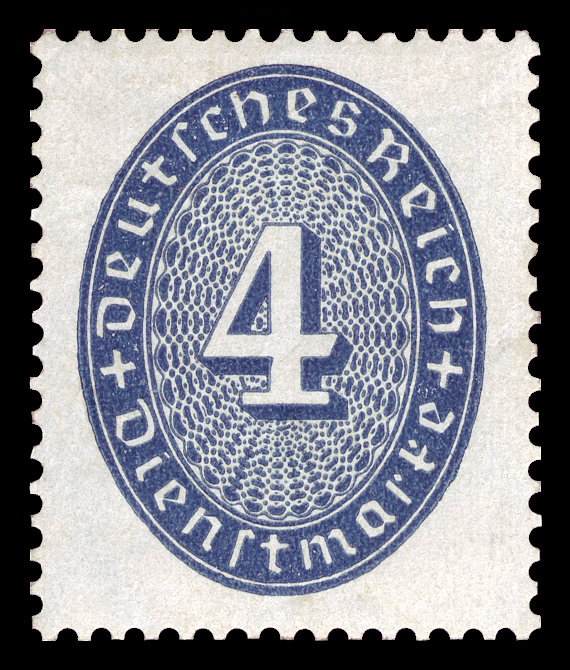
1933, MiNr. 130
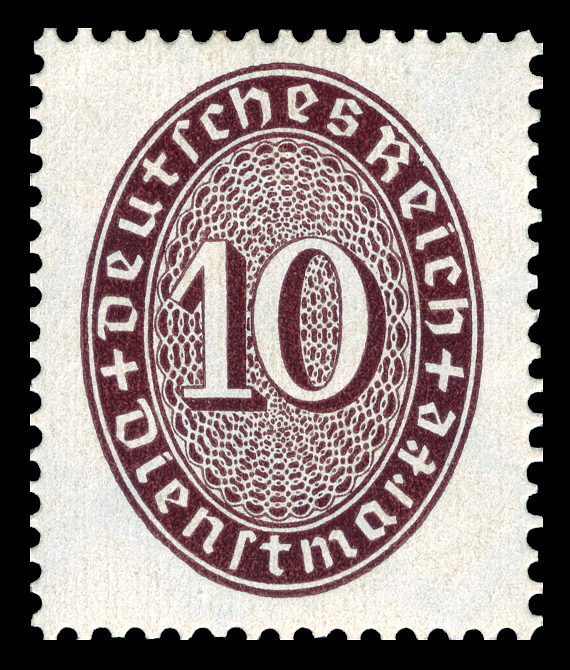
1933, MiNr. 131

### 1934

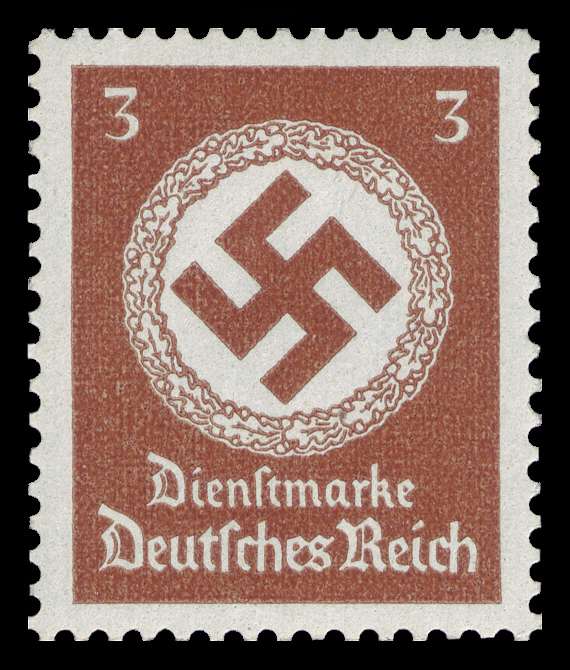
MiNr. 132
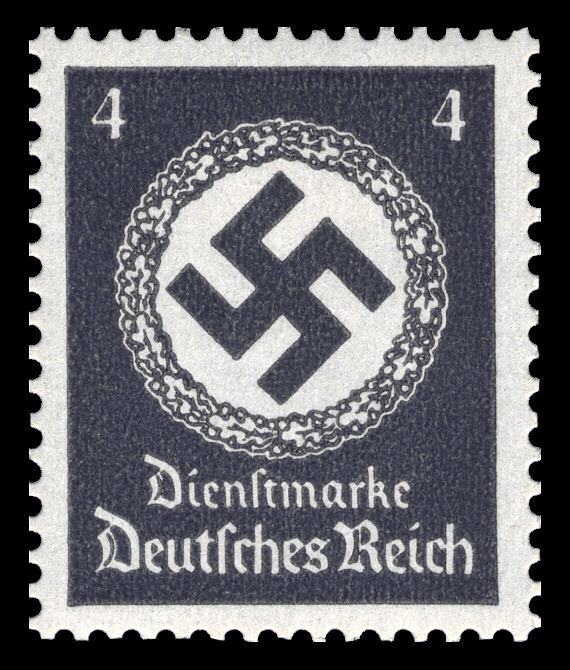
MiNr. 133
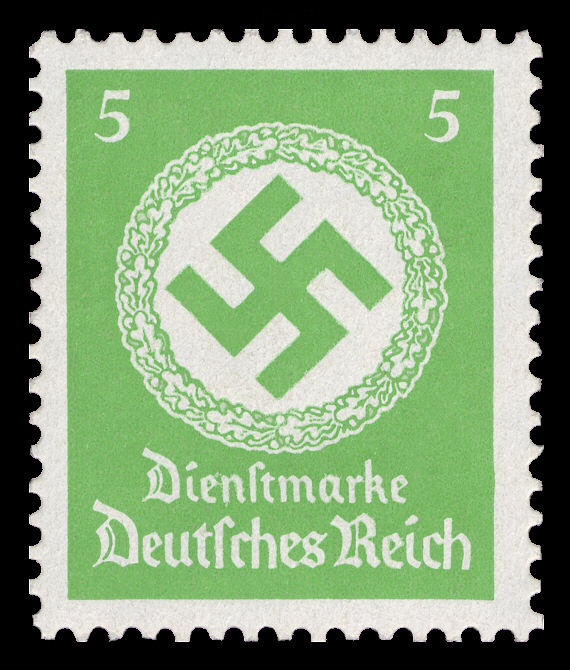
MiNr. 134
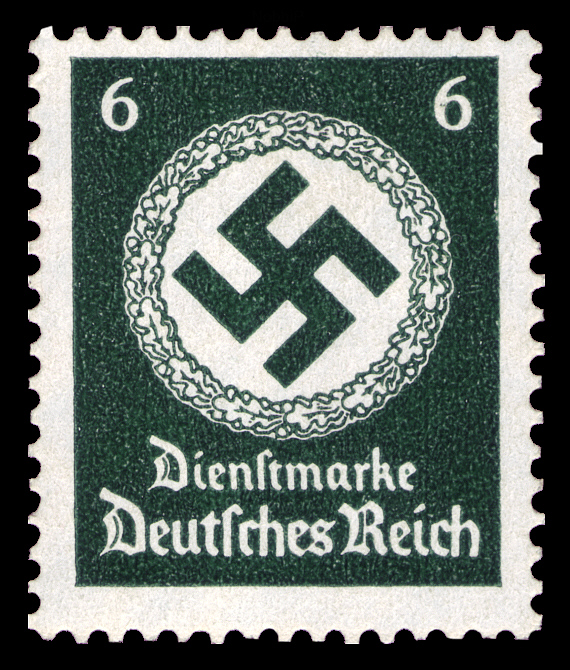
MiNr. 135
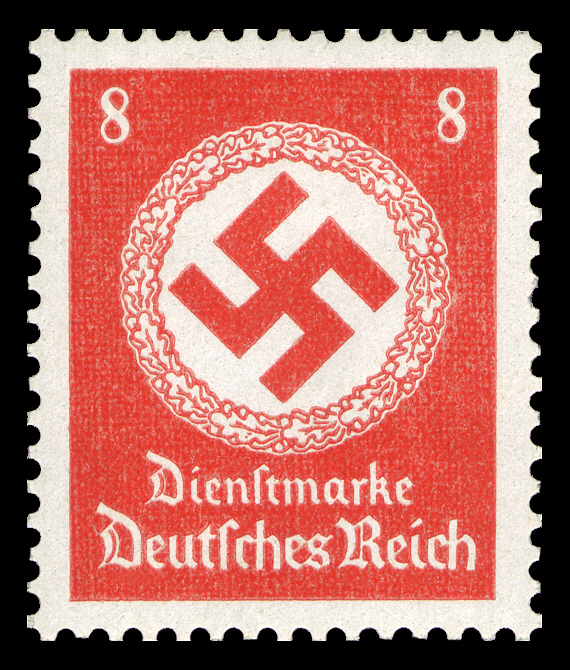
MiNr. 136
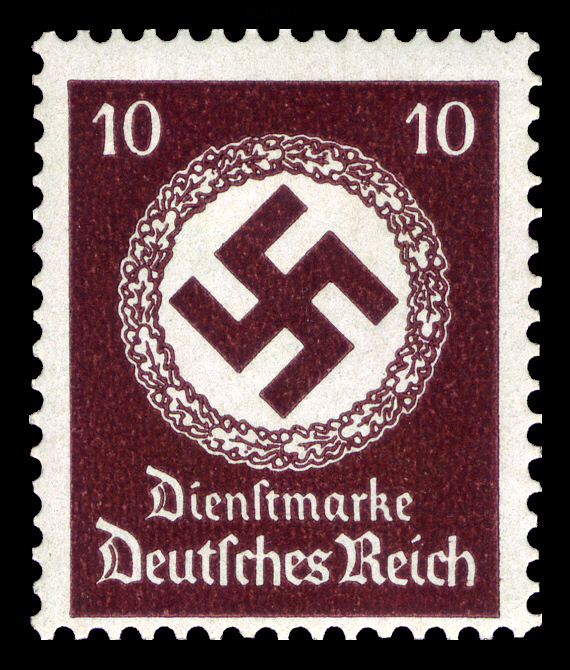
MiNr. 137
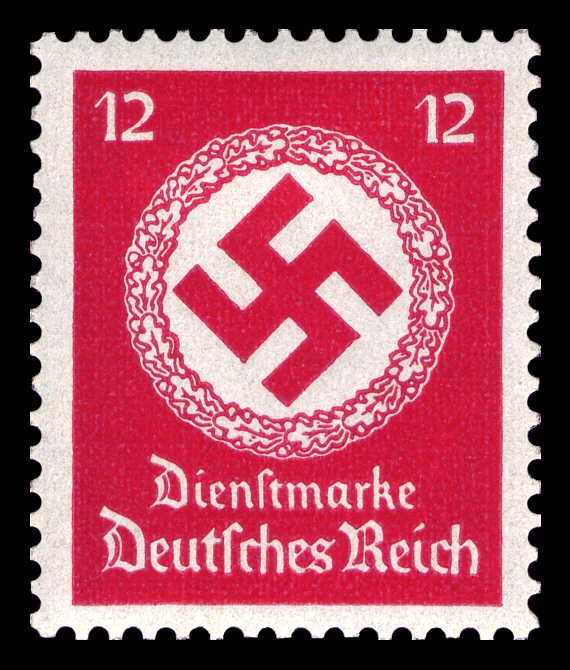
MiNr. 138
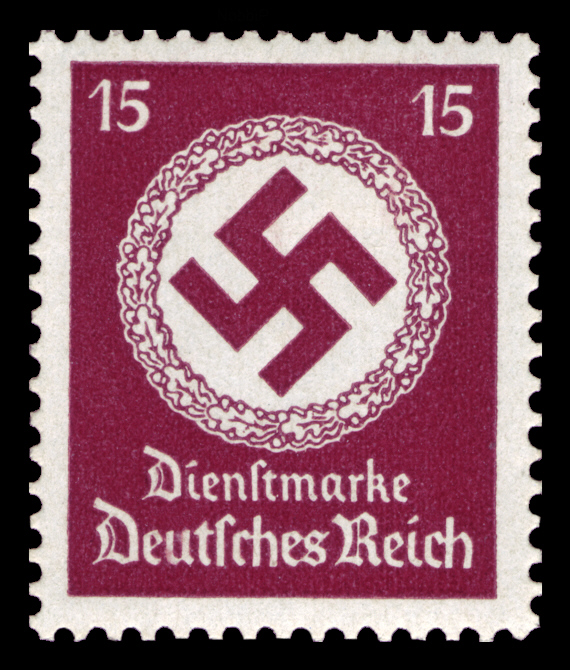
MiNr. 139
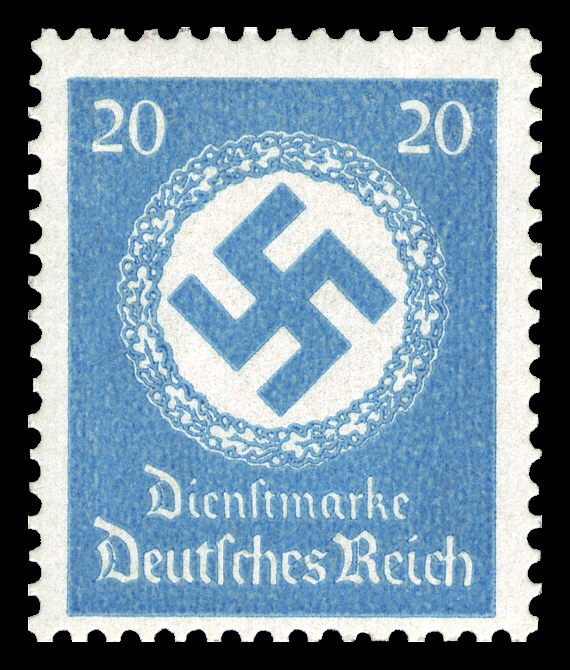
MiNr. 140
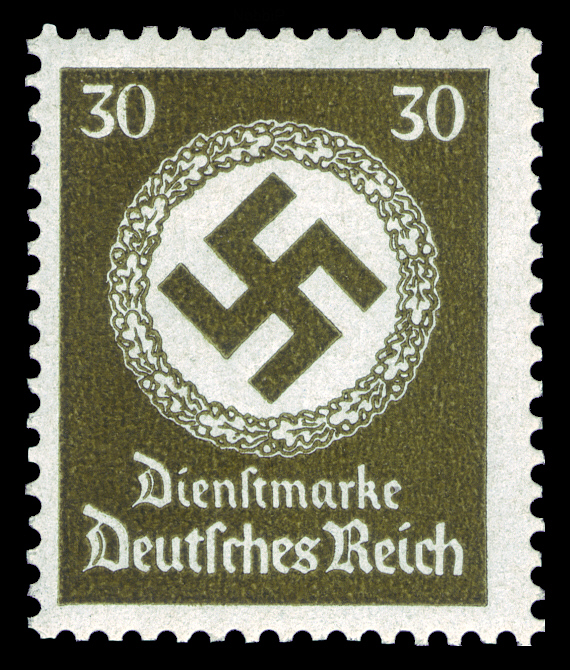
MiNr. 141
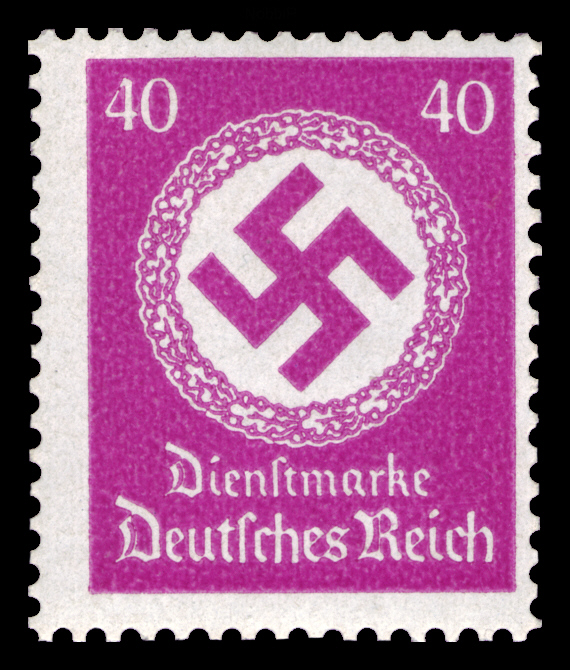
MiNr. 142
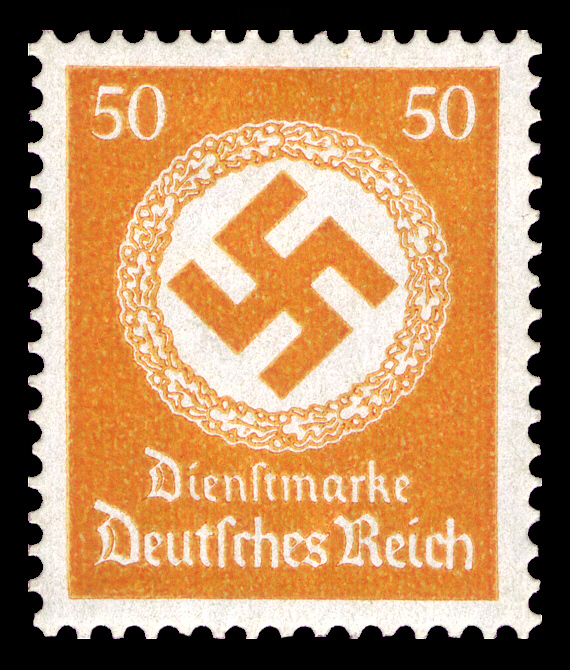
MiNr. 143

### 1942

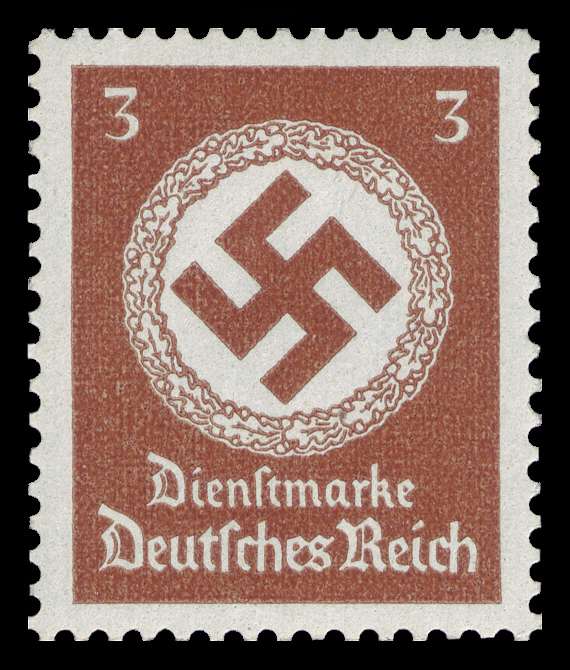
MiNr. 166
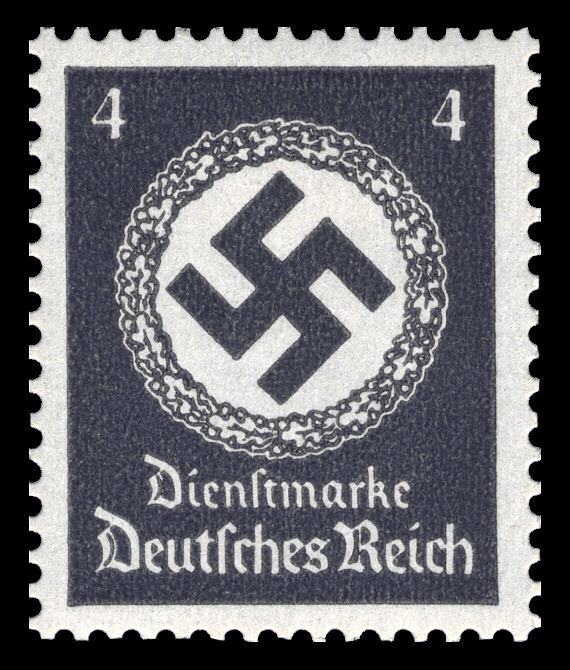
MiNr. 167
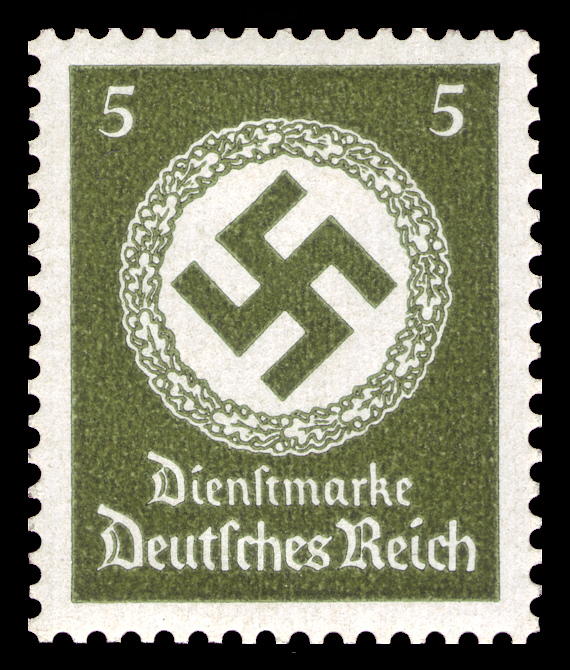
MiNr. 168
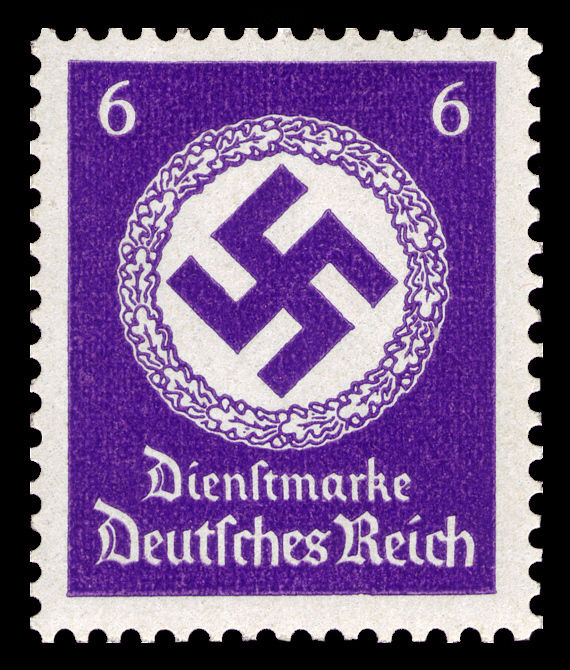
MiNr. 169
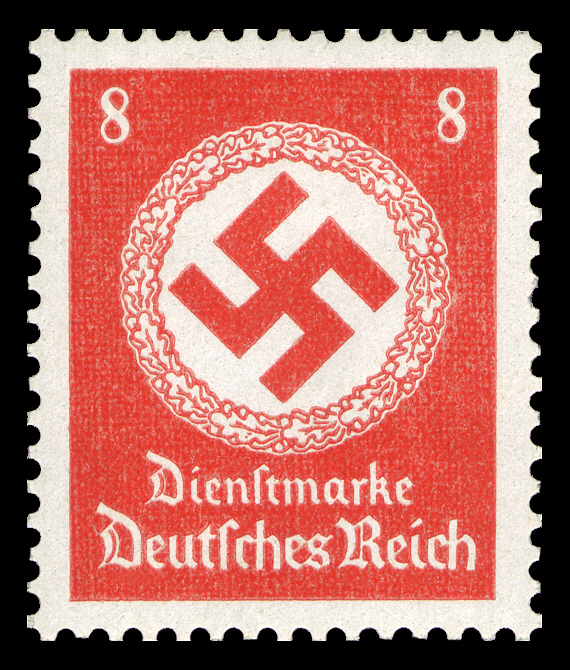
MiNr. 170
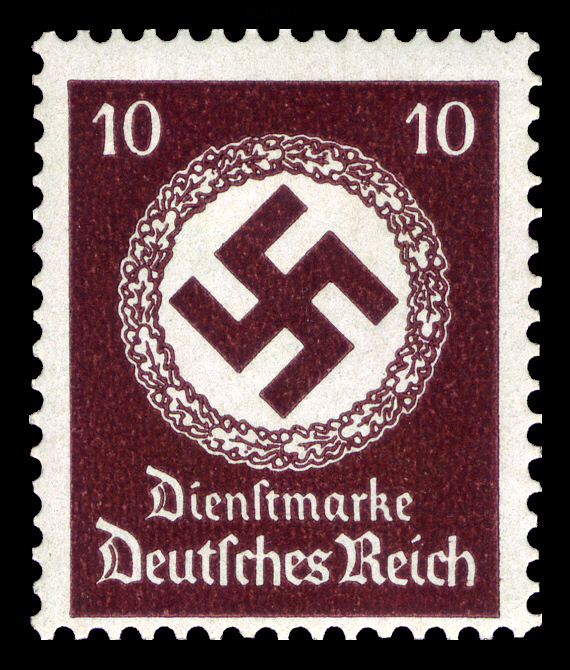
MiNr. 171
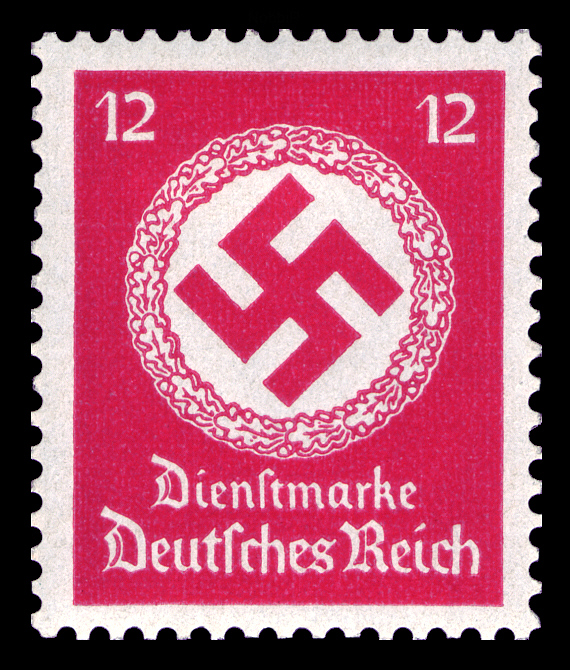
MiNr. 172
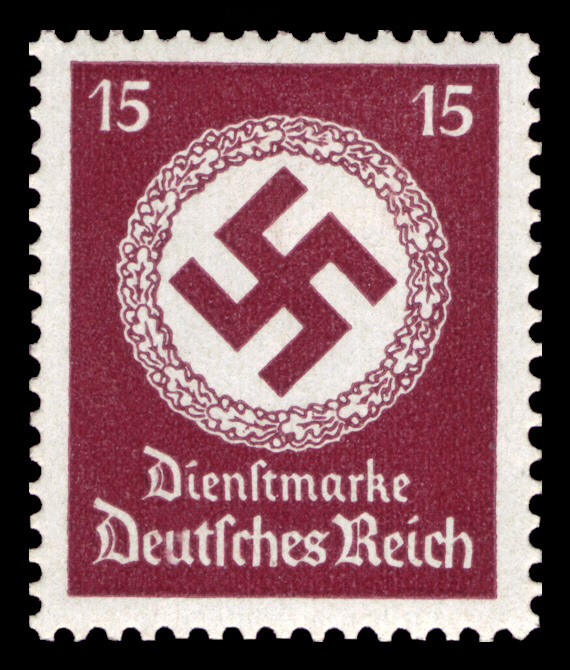
MiNr. 173
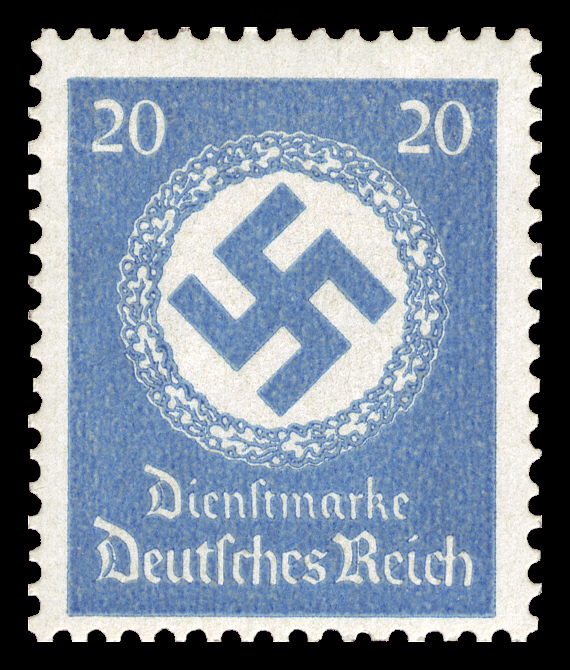
MiNr. 174
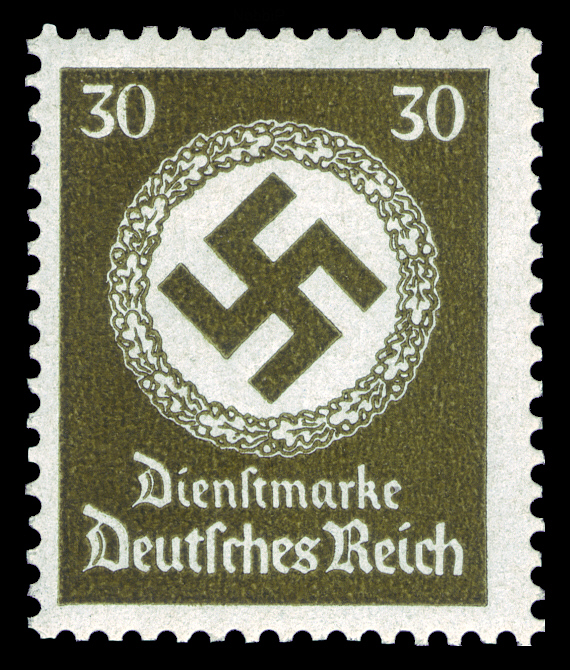
MiNr. 175
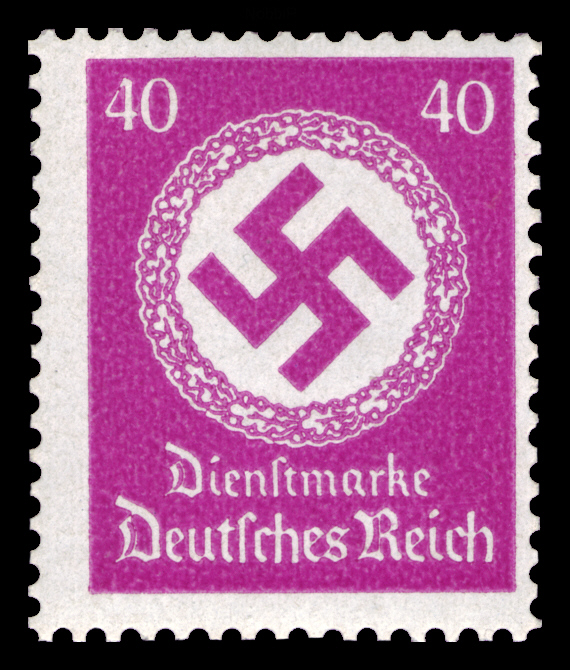
MiNr. 176
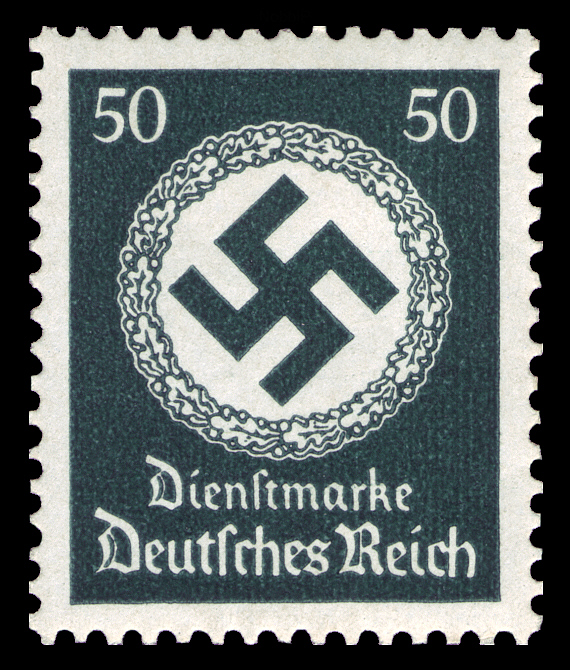
MiNr. 177

NOTA: Algunas series mostradas no se encuentran completas.